# قائمة البعثات الدبلوماسية السويسرية

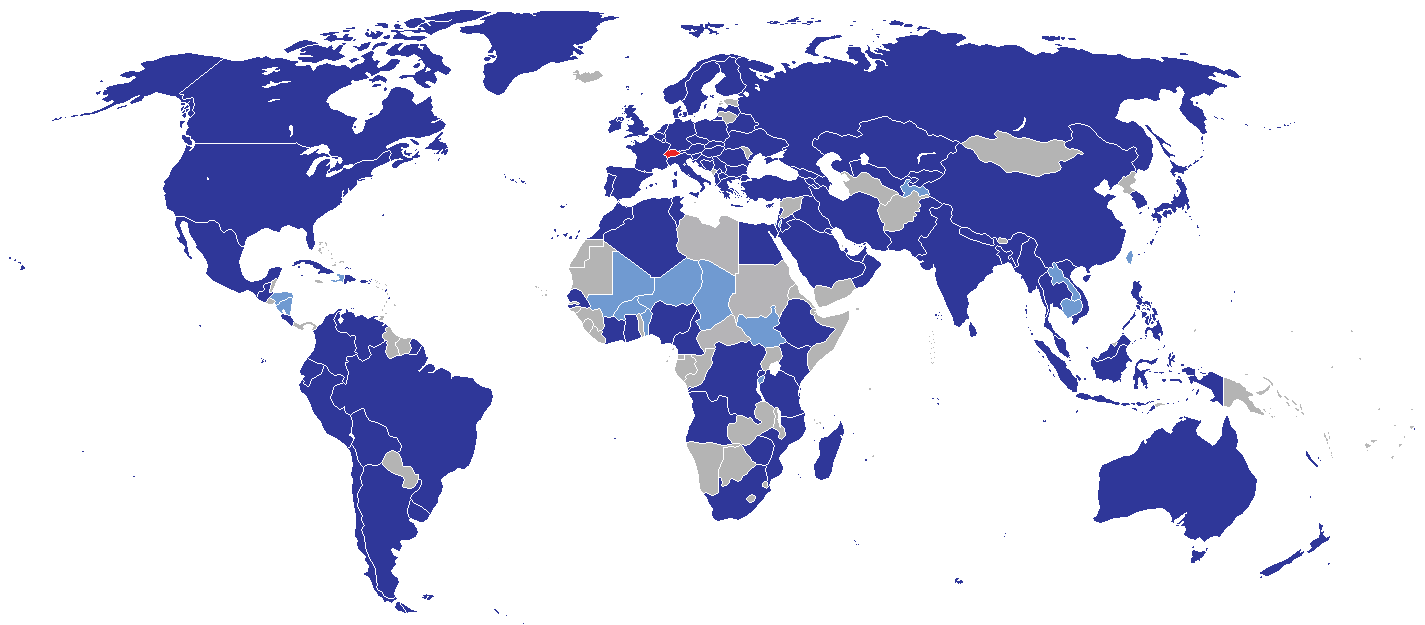
الدول التي تستضيف بعثة دبلوماسية سويسرية.

هذه قائمة بالبعثات الدبلوماسية لسويسرا، باستثناء القنصليات الفخرية. تُعرف سويسرا بأنها قوة حامية، حيث استخدمت سفاراتها في الخارج لتمثيل مصالح الدول المعادية لبعضها البعض منذ الحرب الفرنسية البروسية. في الحرب العالمية الثانية، عملت سويسرا كقوة حامية لـ 35 دولة من كلا الجانبين - مثلت سفارتها في واشنطن ألمانيا وإيطاليا واليابان وفرنسا فيشي. في العديد من نزاعات ما بعد الحرب، بما في ذلك جمهورية الكونغو الديمقراطية وجنوب آسيا والشرق الأوسط وصربيا، وفرت سويسرا استمرار التمثيل بعد قطع العلاقات الرسمية بين المتحاربين، مما سهل إيصال المساعدات الإنسانية وحل النزاعات.
منذ عام 1919، مثلت سويسرا أيضًا إمارة ليختنشتاين في تلك البلدان التي لا توجد فيها لليختنشتاين نفسها بتمثيل قنصلي. تحتفظ ليختنشتاين، بسبب حجمها وسكانها، بشبكة صغيرة جدًا من البعثات الدبلوماسية.

## أفريقيا
- الجزائر (سفارة)
- آنغولا (سفارة)
- الكاميرون (سفارة)
- جمهورية الكونغو الديمقراطية (سفارة)
- مصر (سفارة)
- إثيوبيا (سفارة)
- غانا (سفارة)
- ساحل العاج (سفارة)
- كينيا (سفارة)
- مدغشقر (سفارة)
- المغرب (سفارة)
- الموزمبيق (سفارة)
- نيجيريا (سفارة)
- السنغال (سفارة)
- جنوب إفريقيا (سفارة) (قنصلية عامة)
- السودان (سفارة)
- تنزانيا (سفارة)
- تونس (سفارة)
- زيمبابوي (سفارة)

## الأمريكيتان
- الأرجنتين (سفارة)
- بوليفيا (سفارة)
- البرازيل

برازيليا (سفارة)
ريو دي جانيرو (قنصلية عامة)
ساو باولو (قنصلية عامة)
- كندا

أوتاوا (سفارة)
مونتريال (قنصلية عامة)
فانكوفر (قنصلية عامة)
- تشيلي (سفارة)
- كولومبيا (سفارة)
- كوستا ريكا (سفارة)
- كوبا (سفارة)
- الدومينيكان (سفارة)
- الإكوادور (سفارة)
- غواتيمالا (سفارة)
- هاييتي (سفارة)
- المكسيك (سفارة)
- البيرو (سفارة)
- الولايات المتحدة

واشنطن (سفارة)
أتلانتا (قنصلية عامة)
شيكاغو (قنصلية عامة)
نيويورك (قنصلية عامة)
سان فرانسيسكو (قنصلية عامة)
- الأوروغواي (سفارة)

- فنزويلا (سفارة)

## آسيا
- أرمينيا (سفارة)
- أذربيجان (سفارة)
- بنغلاديش (سفارة)
- الصين (سفارة في بكين و قنصلية عامة في هونغ كونغ وشنغهاي)
- جورجيا (سفارة)
- الهند (سفارة)
- إندونيسيا (سفارة)
- إيران (سفارة)
- إسرائيل (سفارة)
- اليابان (سفارة)
- الأردن (سفارة)
- كزاخستان (سفارة)
- الكويت (سفارة)
- قيرغيزستان (سفارة)
- لبنان (سفارة)
- ماليزيا (سفارة)
- منغوليا (المكتب القنصلي)
- ميانمار (سفارة)
- النيبال (سفارة)
- سلطنة عمان (سفارة)
- باكستان (سفارة وقنصلية عامة)
- فلسطين (مكتب تمثيلي)
- الفلبين (سفارة)
- قطر (سفارة)
- السعودية (سفارة)
- سنغافورة (سفارة)
- كوريا الجنوبية (سفارة)
- سيريلانكا (سفارة)
- تايلاند (سفارة)
- الإمارات (سفارة)
- تركيا (سفارة في أنقرة و قنصلية عامة في إسطنبول)
- أوزباكستان (سفارة)
- فيتنام (سفارة)

## أوروبا
- ألبانيا (سفارة)
- النمسا (سفارة)
- بيلاروسيا (سفارة)
- بلجكيا (سفارة)
- البوسنة و الهرسك (سفارة)
- بلغاريا (سفارة)
- كرواتيا (سفارة)
- قبرص (سفارة)
- التشيك (سفارة)
- الدنمارك (سفارة)
- فنلندا (سفارة)
- فرنسا :

باريس (سفارة)
ليون (قنصلية عامة)
مرسيليا (قنصلية عامة)
ستراسبورغ (قنصلية عامة)
- ألمانيا :

برلين (سفارة)
فرانكفورت (قنصلية عامة)
ميونخ (قنصلية عامة)
شتوتغارت (قنصلية عامة)
هانوفر (قنصلية فخرية)
- اليونان (سفارة)
- هنغاريا (سفارة)
- آيرلندا (سفارة)
- إيطاليا :

روما (سفارة)
ميلان (قنصلية عامة)
- كوسوفو (سفارة)
- لاتفيا (سفارة)
- لوكسمبورغ (سفارة)
- هولندا (سفارة)
- شمال مقدونيا (سفارة)
- النرويج (سفارة)
- بولندا (سفارة)
- البرتغال (سفارة)
- رومانيا (سفارة)
- صربيا (سفارة)
- سلوفاكيا (سفارة)
- إسبانيا (سفارة)
- السويد (سفارة)
- أوكرنيا (سفارة)
- المملكة المتحدة (سفارة)

## أوقيانوسيا
- أستراليا (سفارة + قنصلية عامة)
- نيوزيلندا (سفارة)

## صور

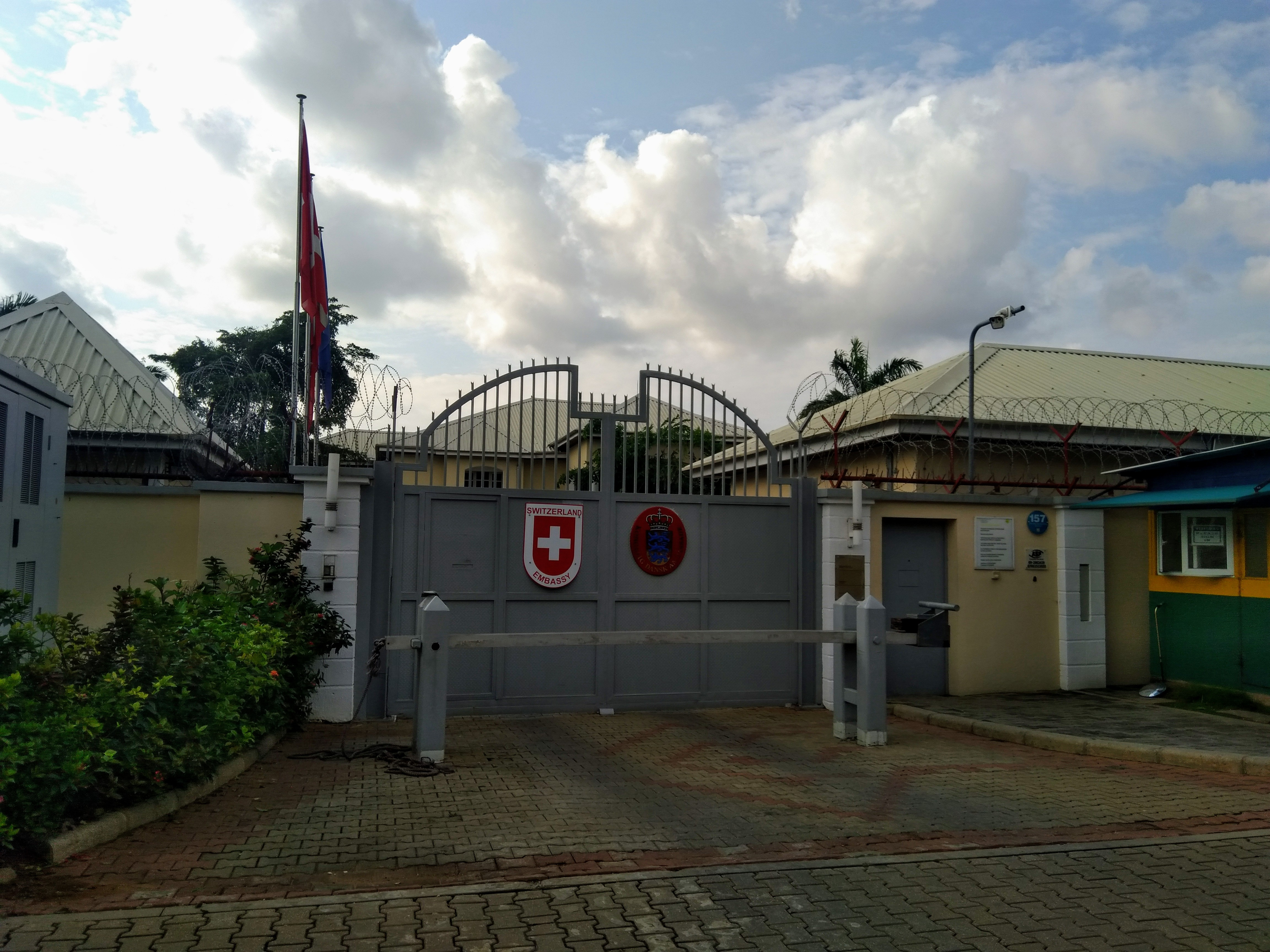
السفارة السويسرية في أبوجا
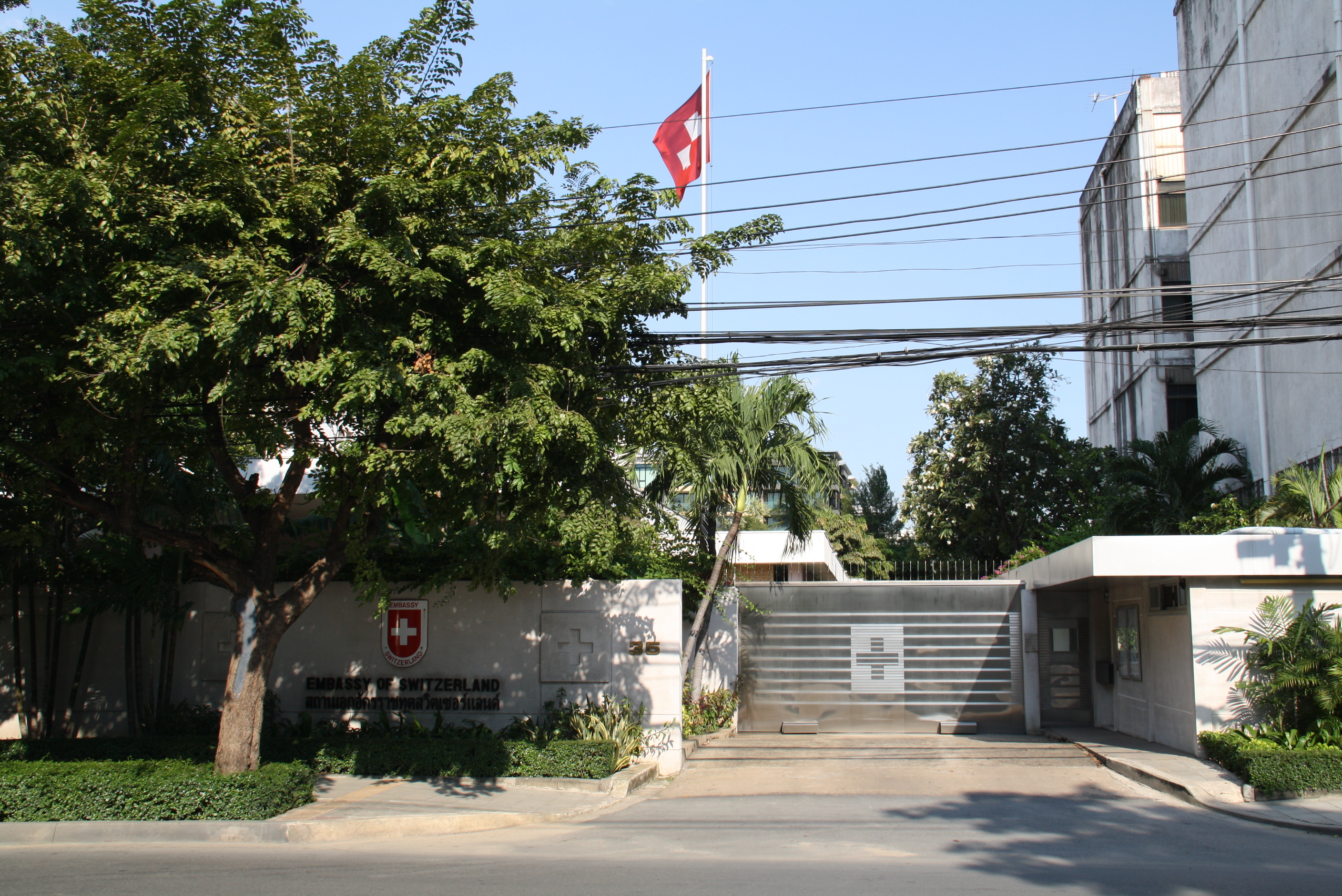
السفارة السويسرية في بانكوك
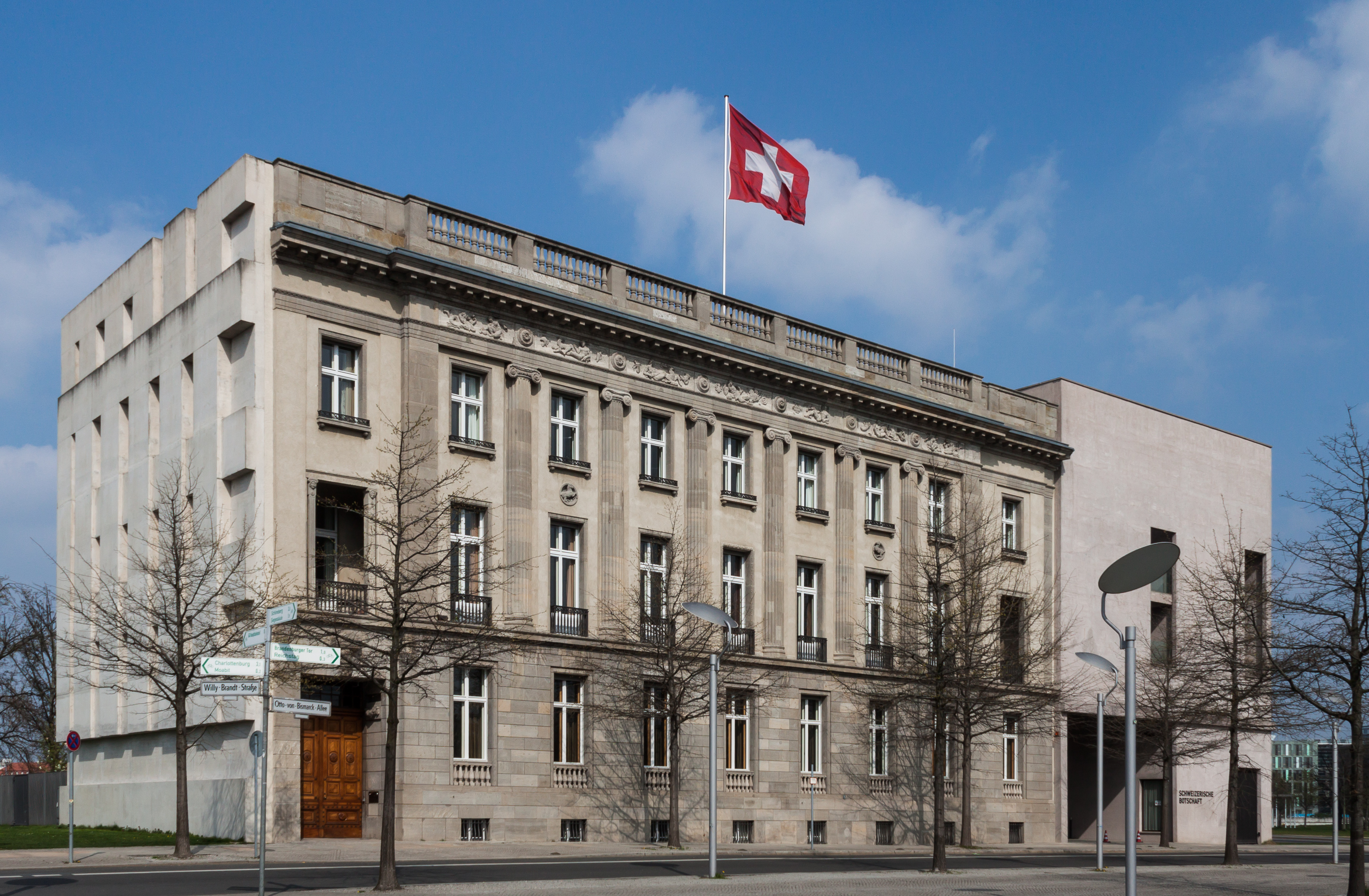
السفارة السويسرية في برلين
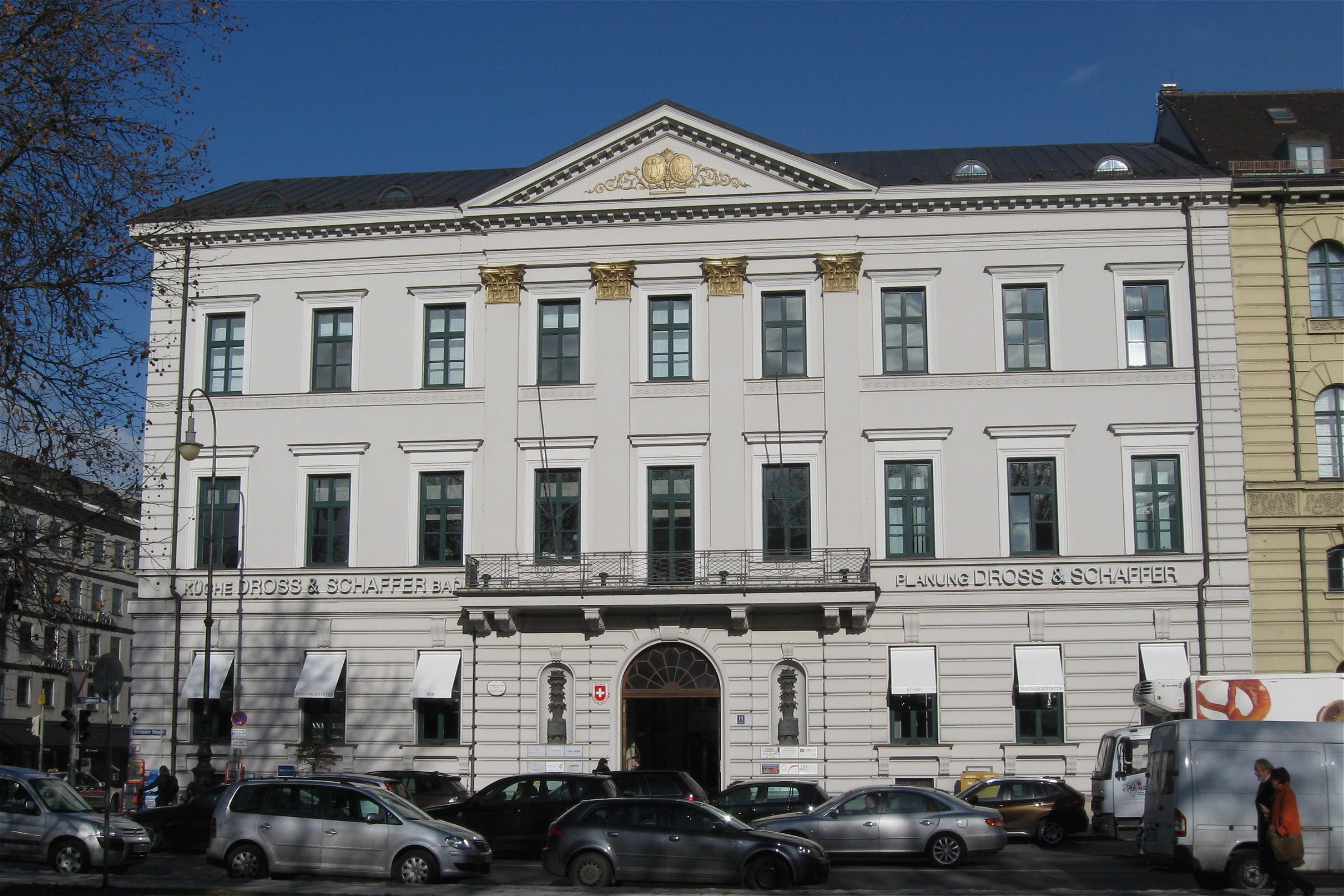
القنصلية العامة السويسرية في ميونيخ
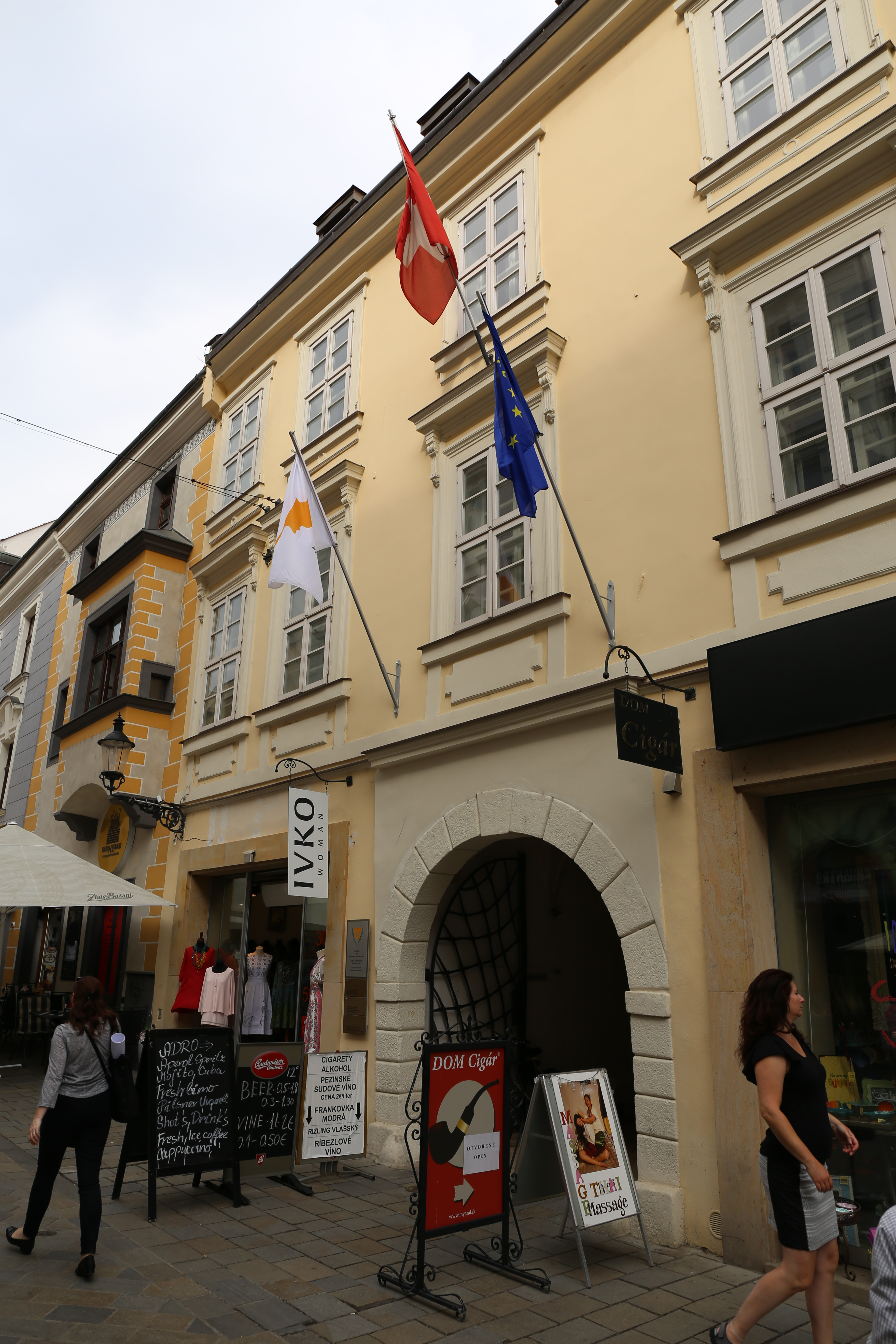
السفارة السويسرية في براتيسلافا
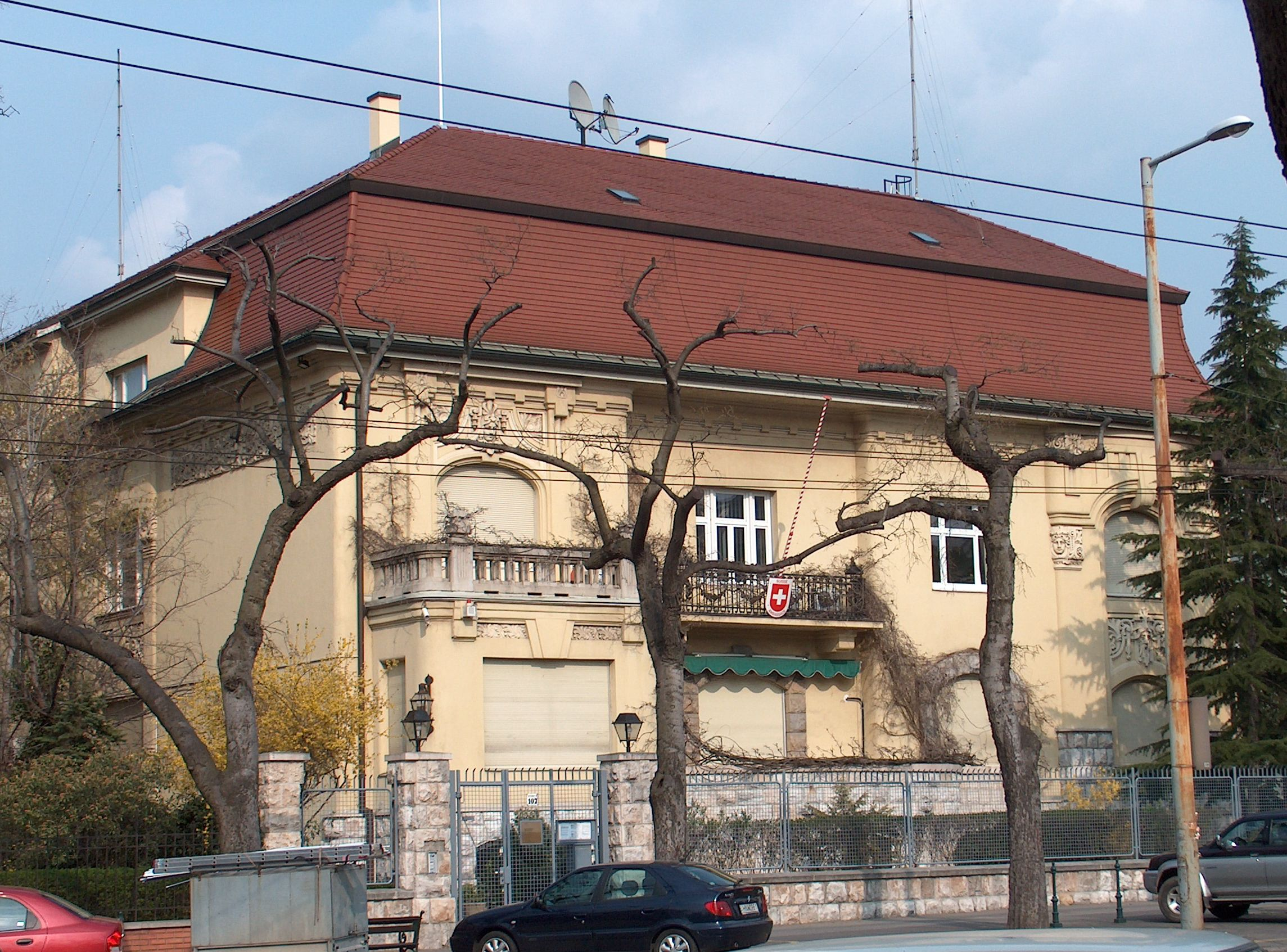
السفارة السويسرية في بودابست
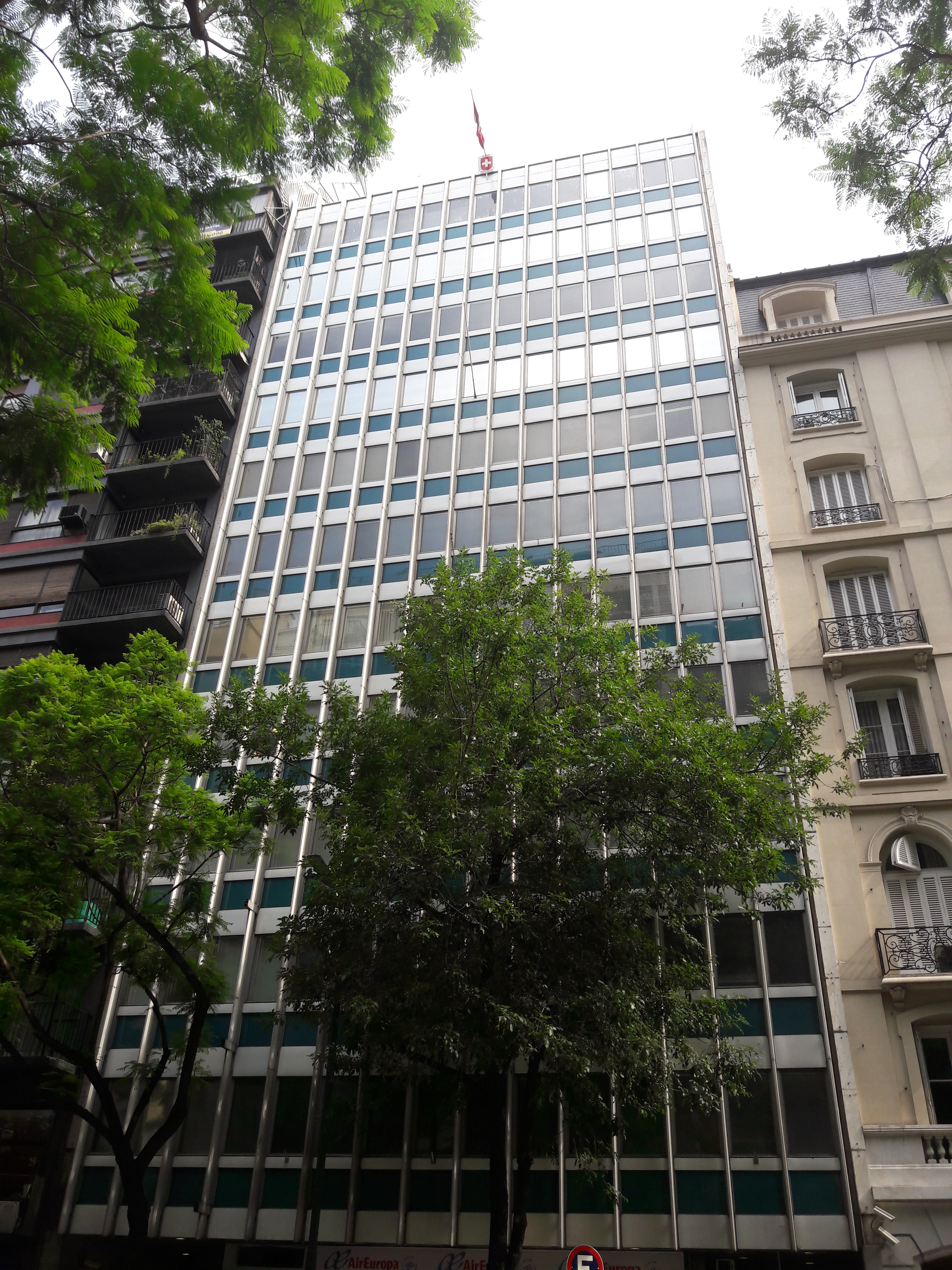
السفارة السويسرية في بوينس آيرس
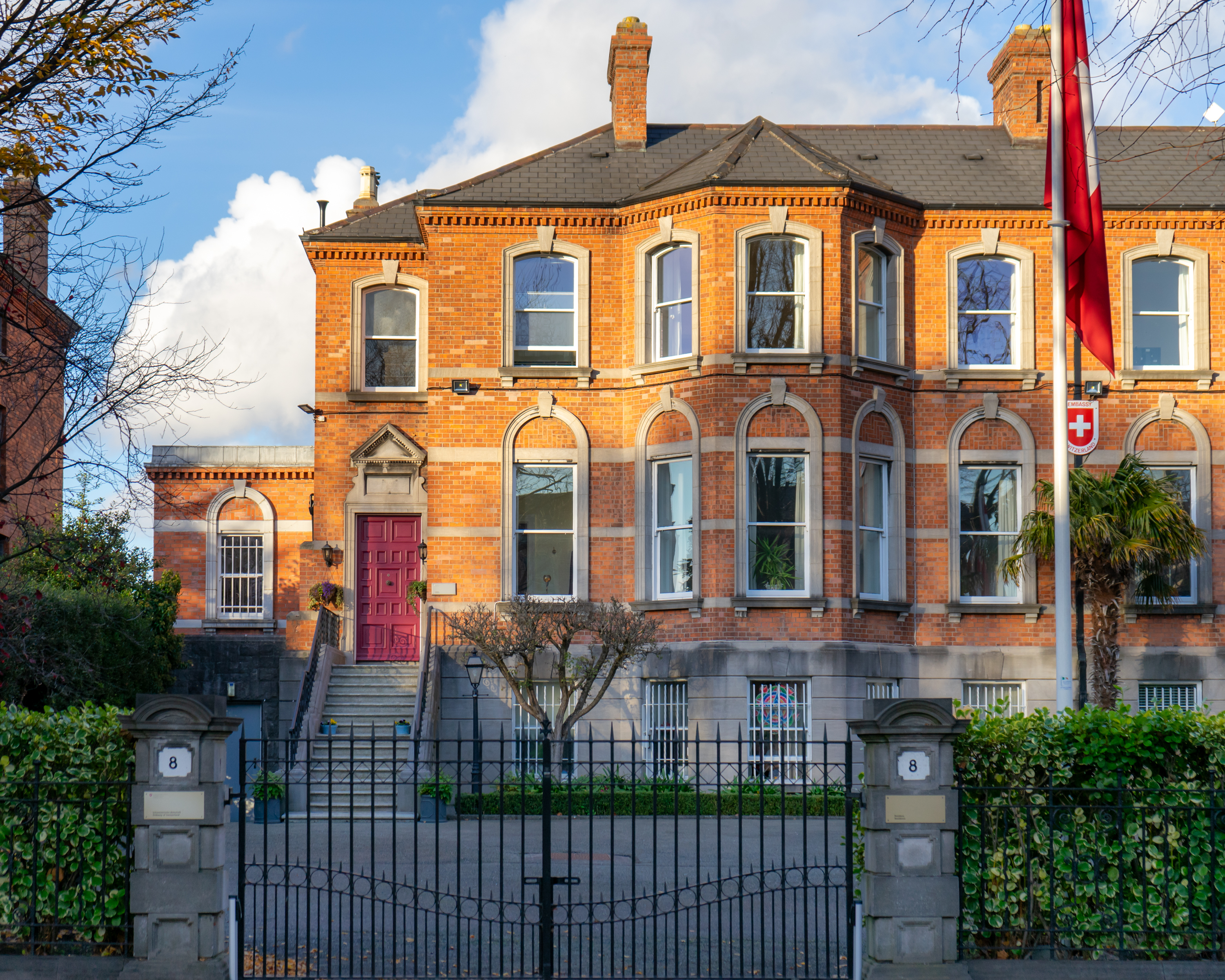
السفارة السويسرية في دبلن
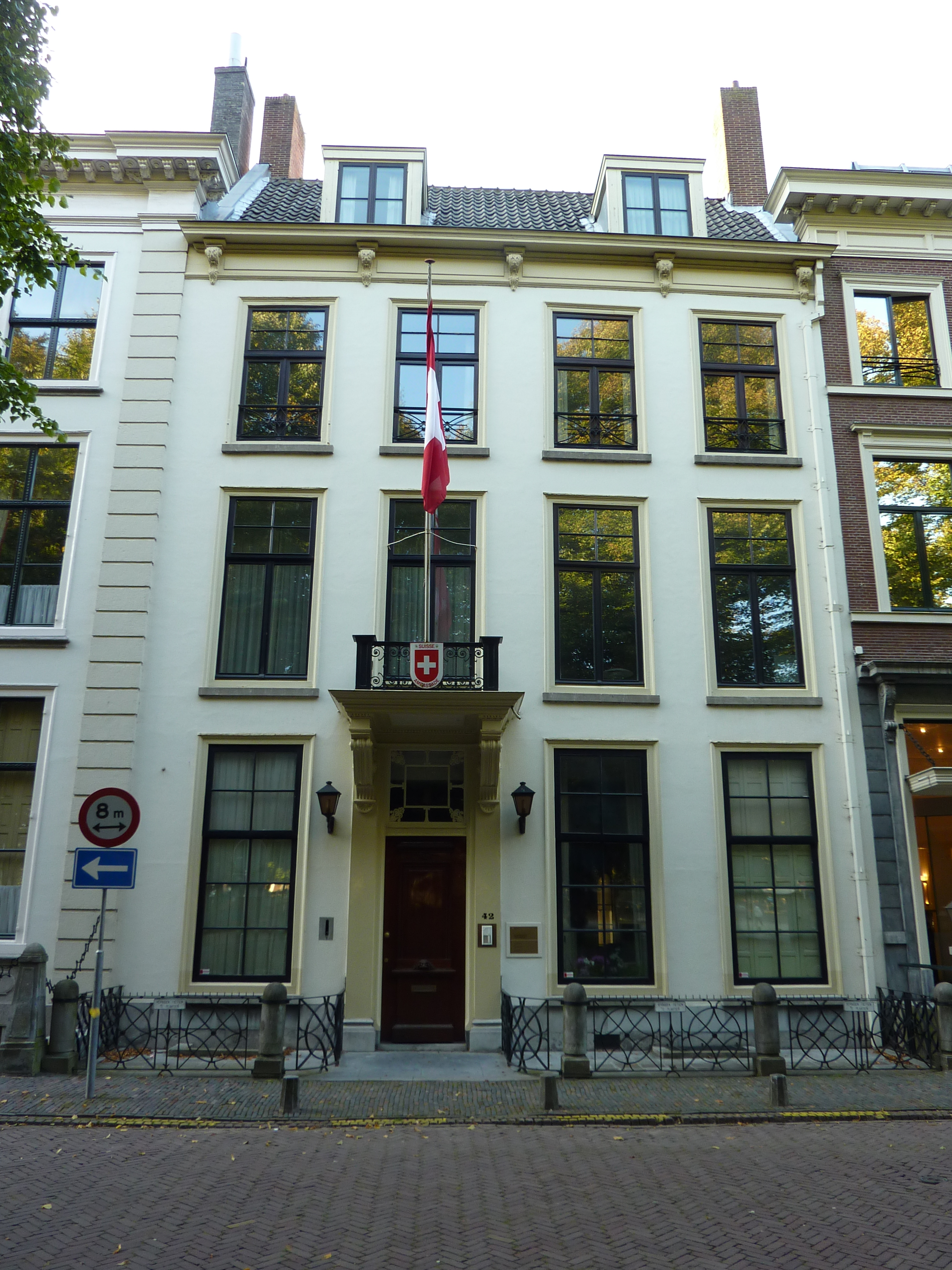
السفارة السويسرية في لاهاي
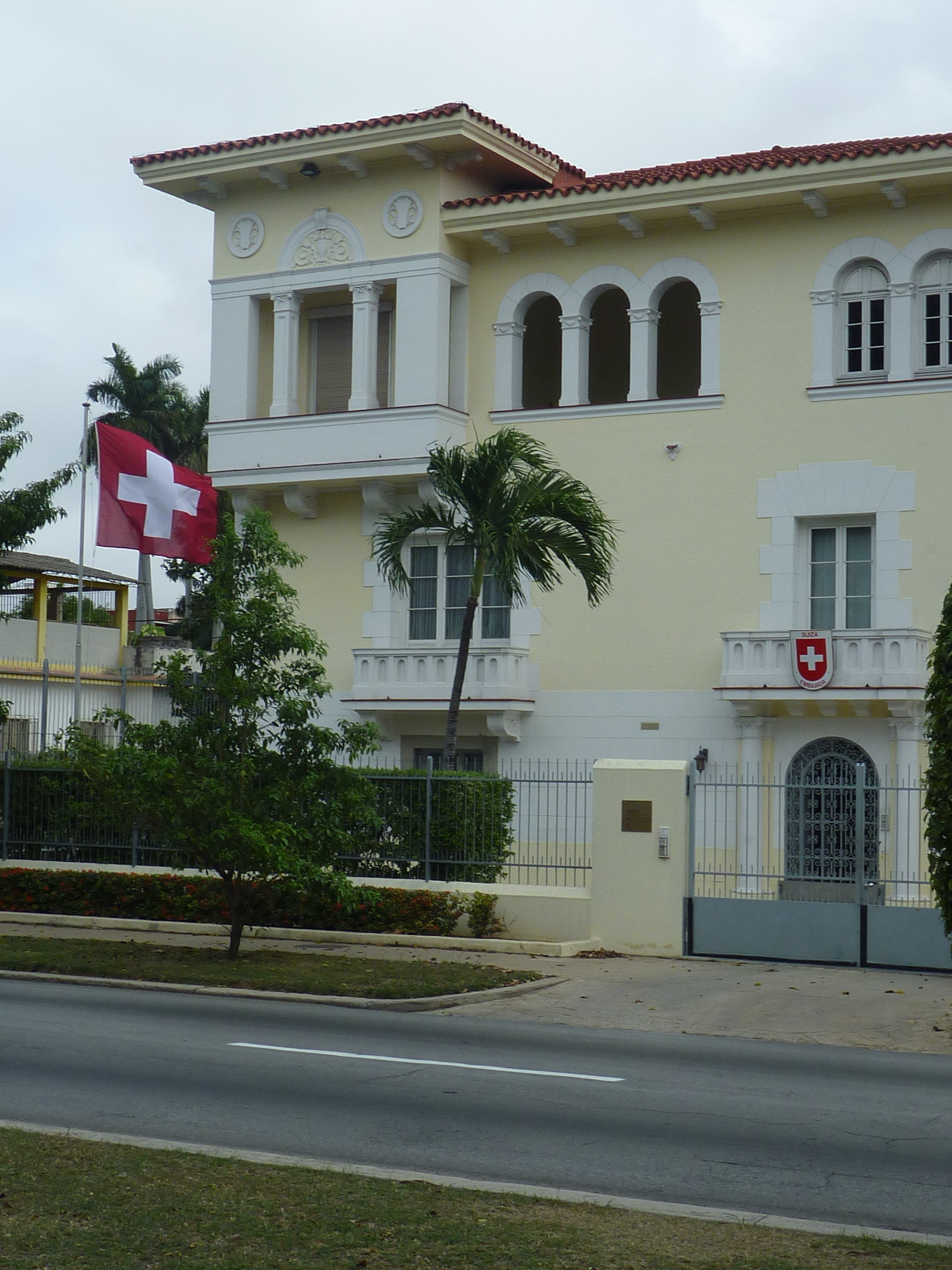
السفارة السويسرية في هافانا
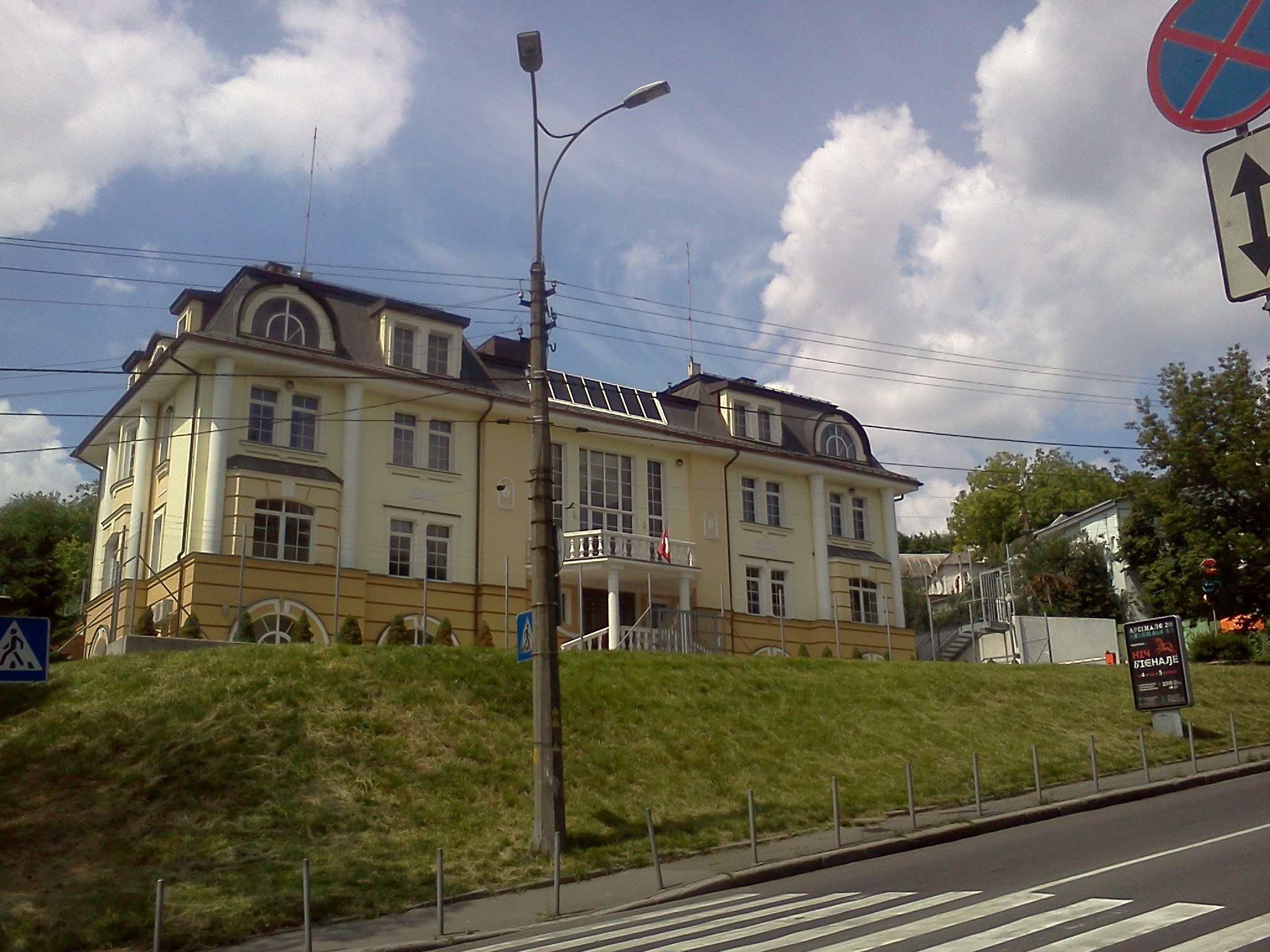
السفارة السويسرية في كييف
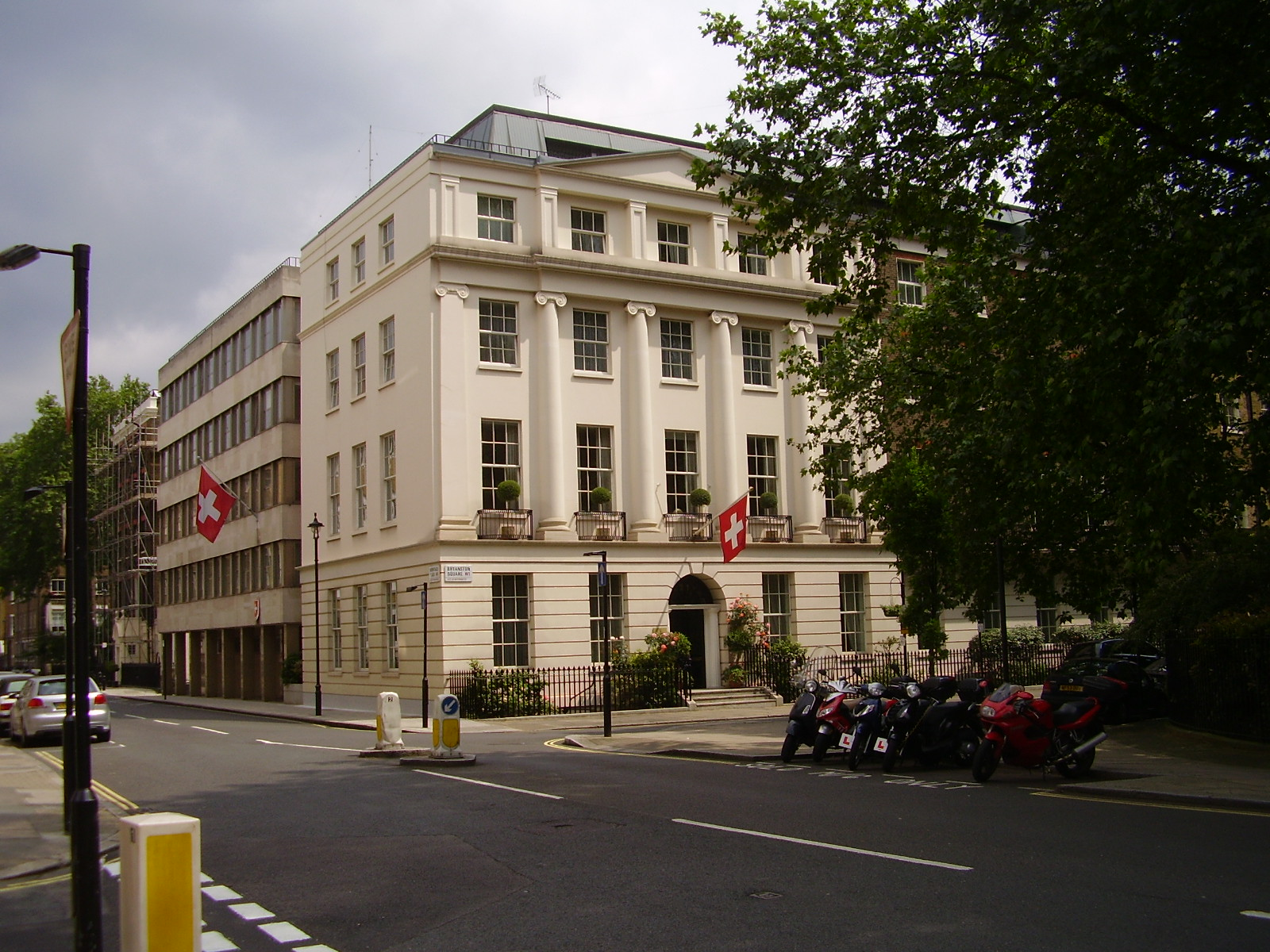
السفارة السويسرية في لندن
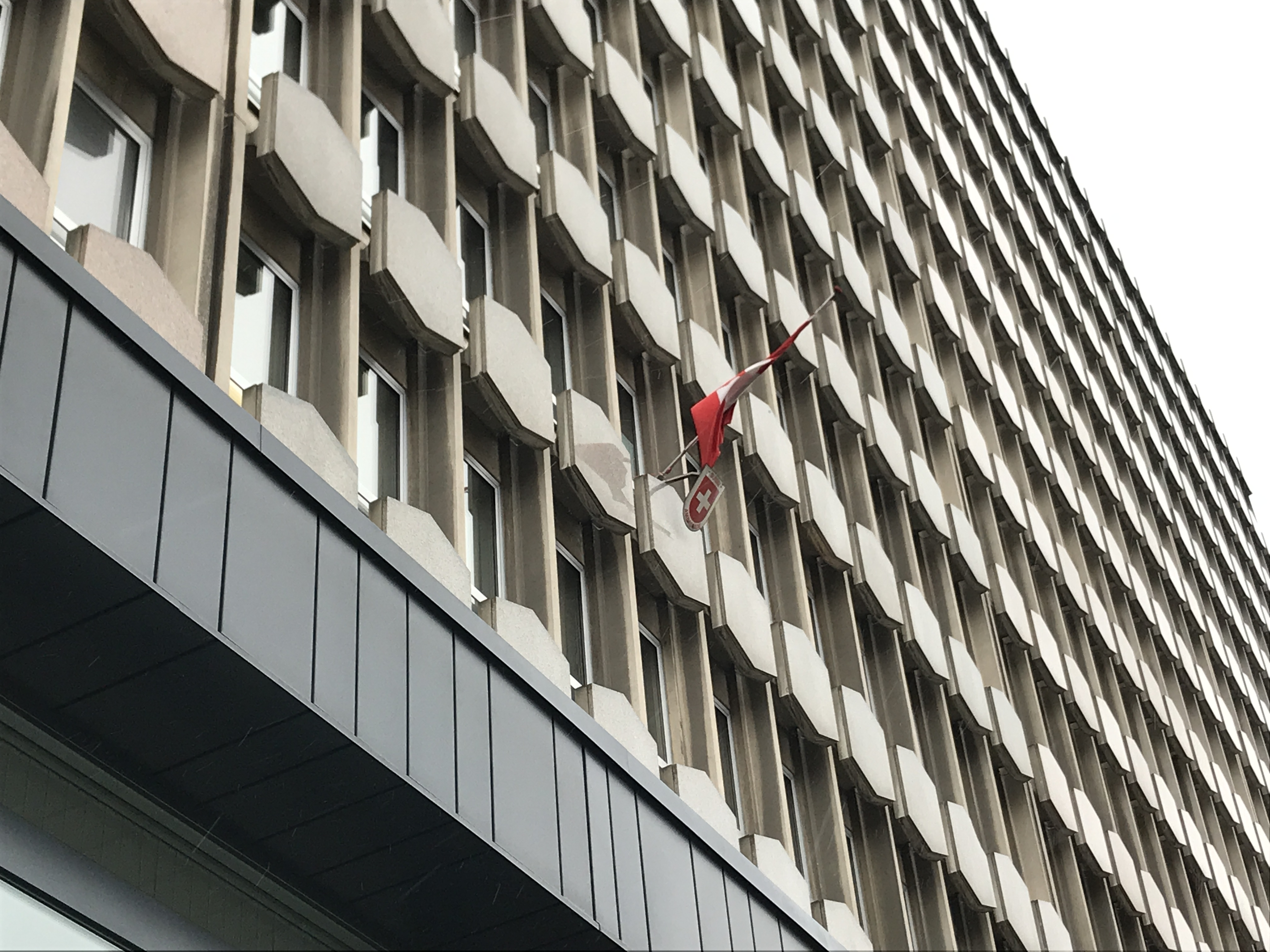
السفارة السويسرية في لوكسمبورغ
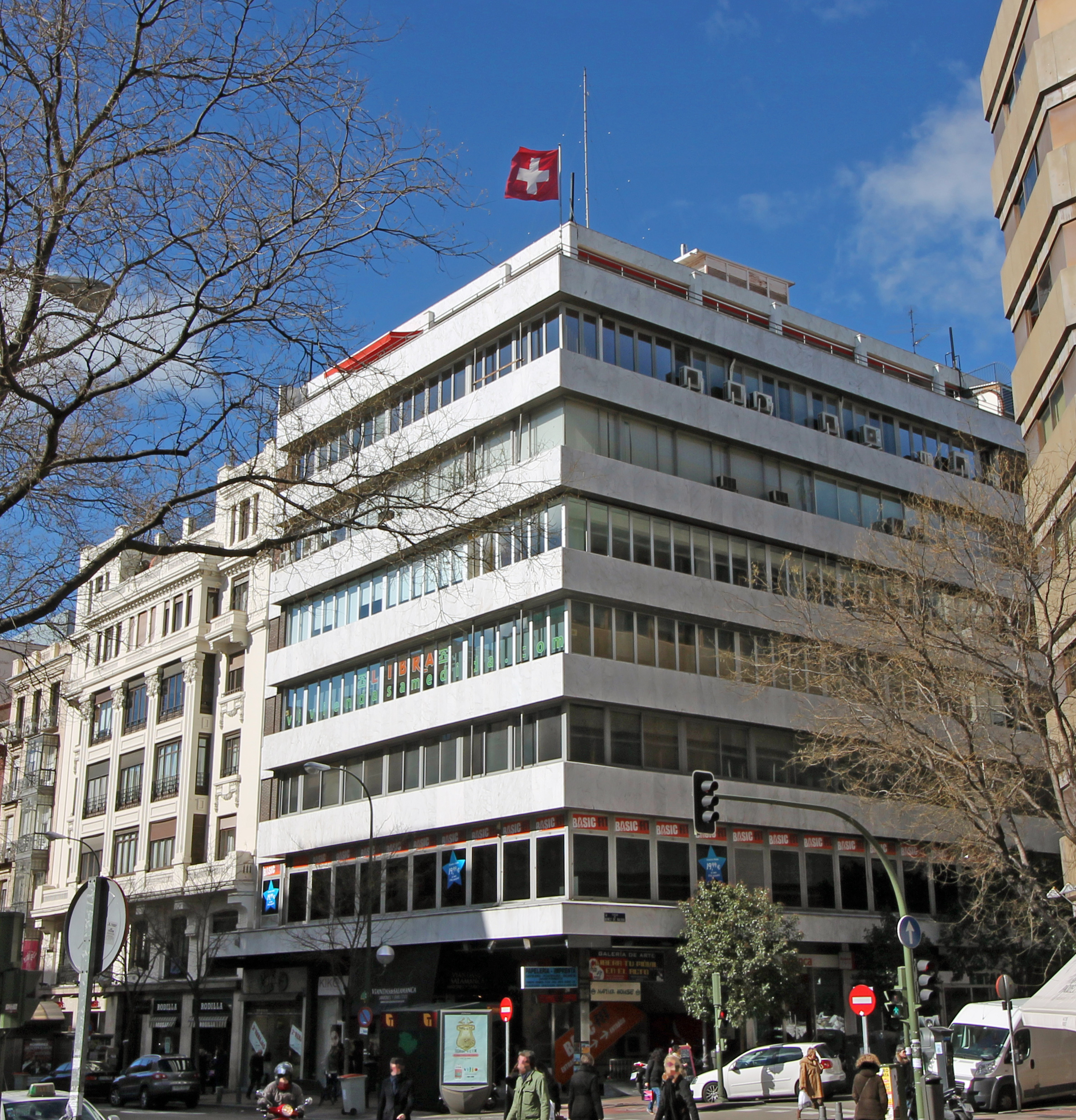
السفارة السويسرية في مدريد
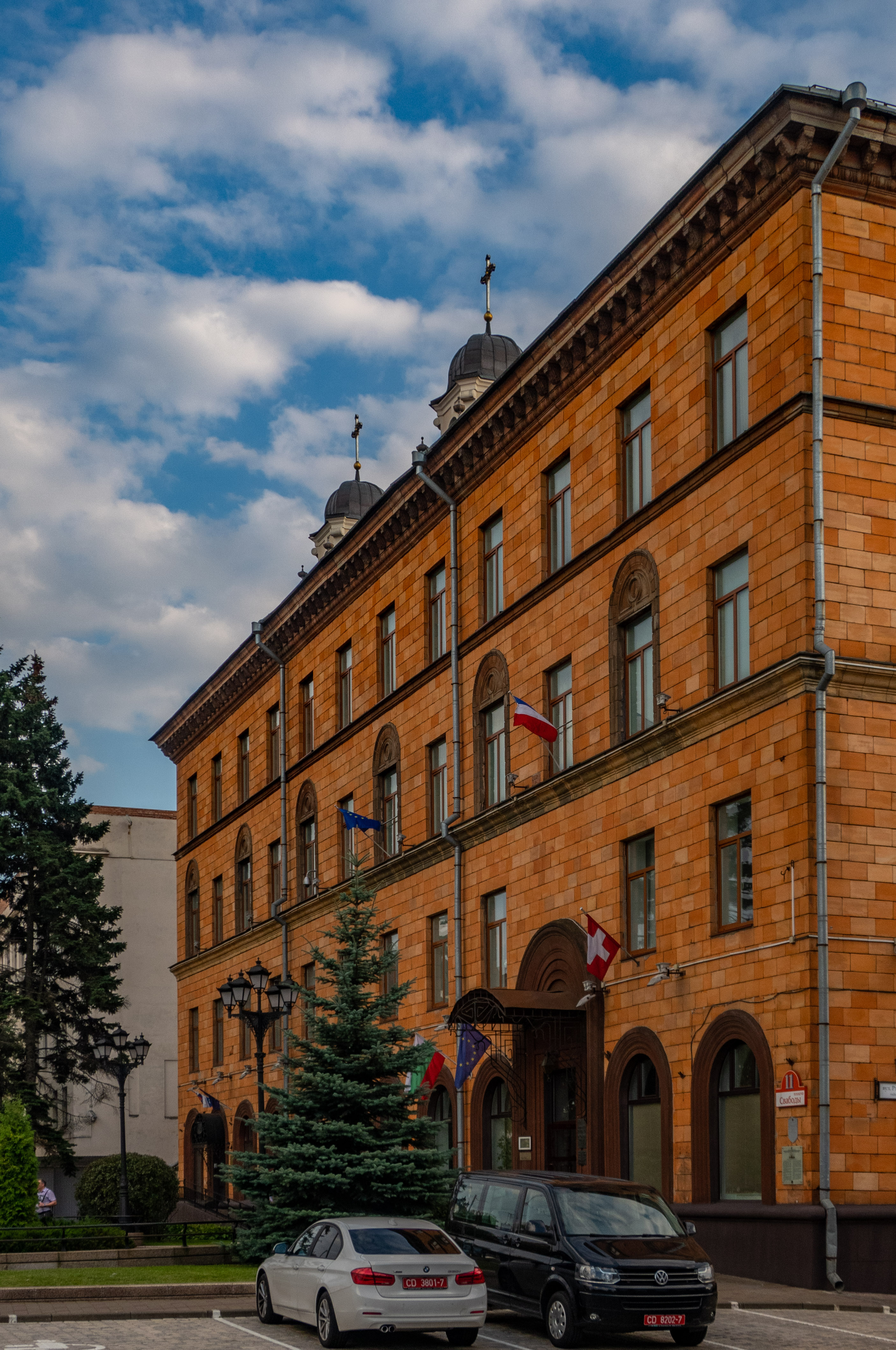
السفارة السويسرية في مينسك
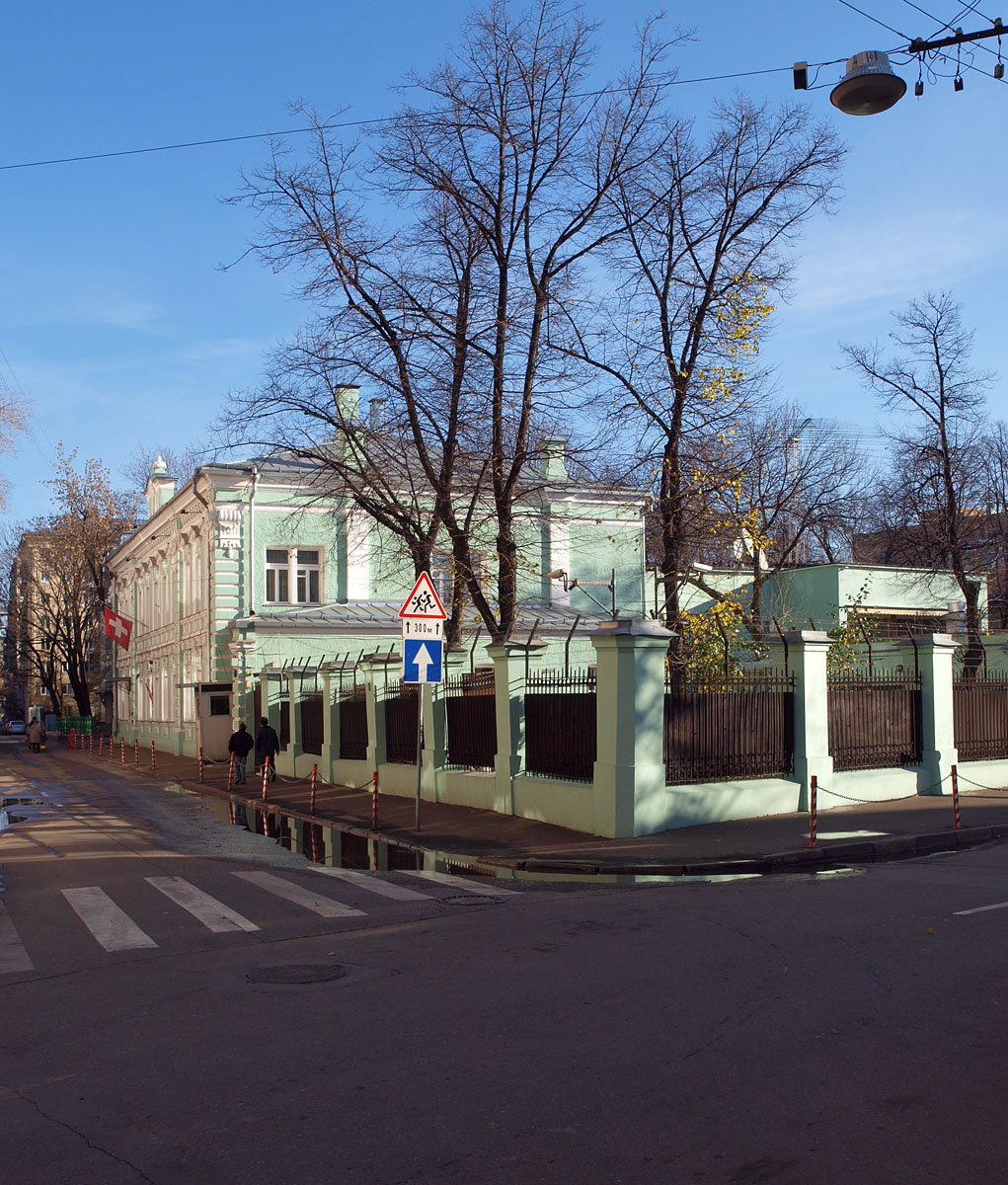
السفارة السويسرية في موسكو
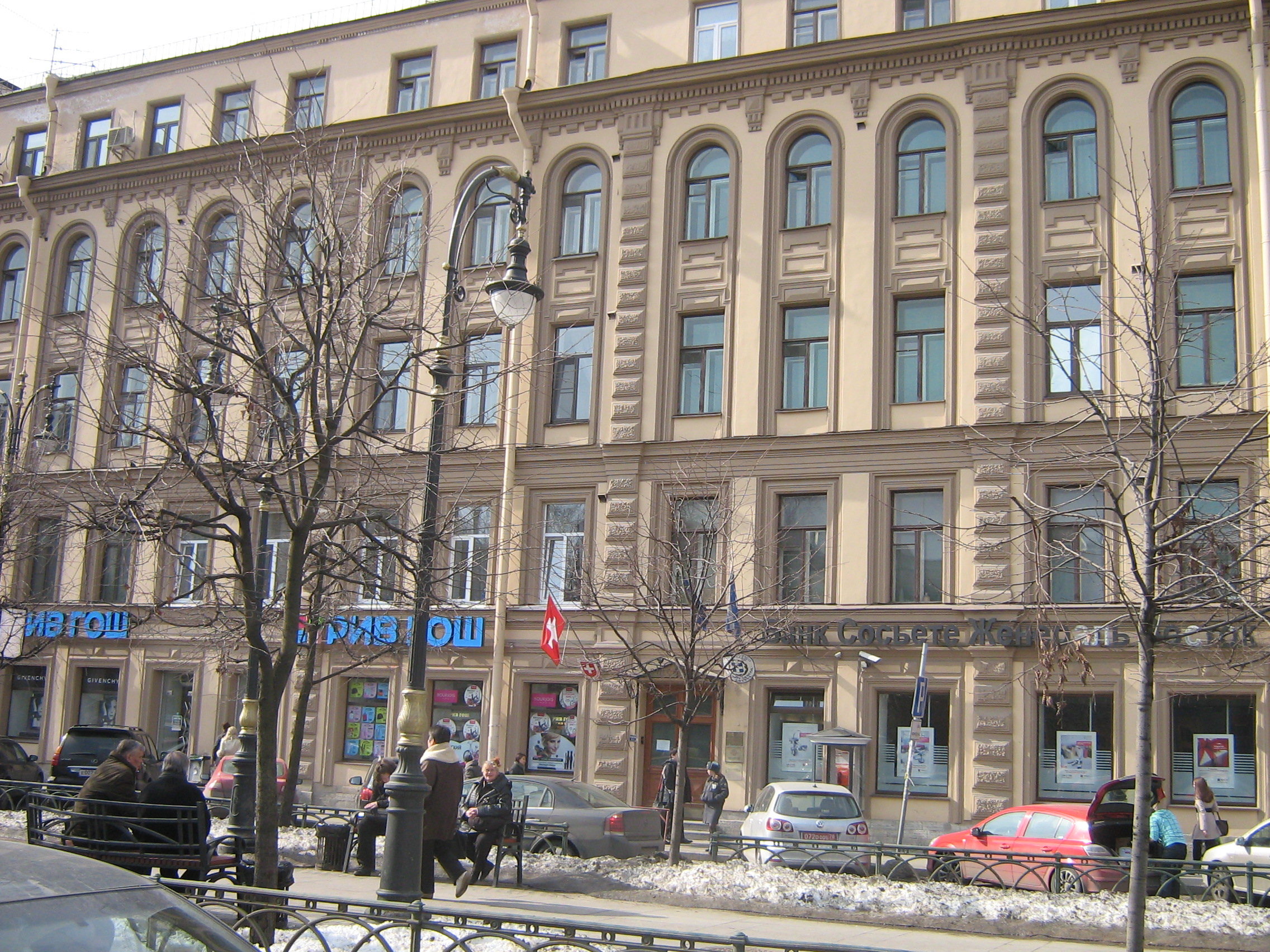
القنصلية العامة السويسرية في سانت بطرسبرغ
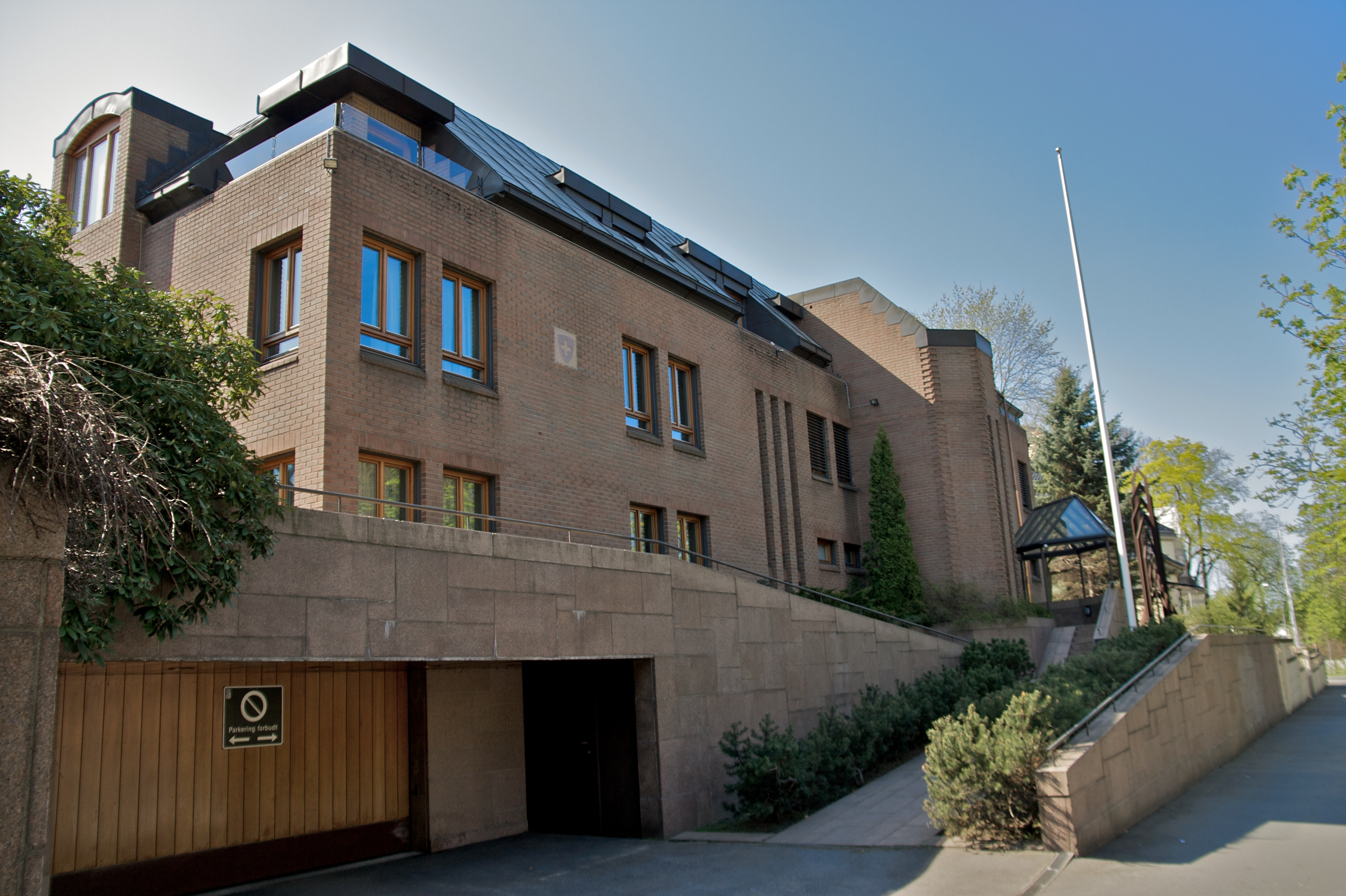
السفارة السويسرية في أوسلو
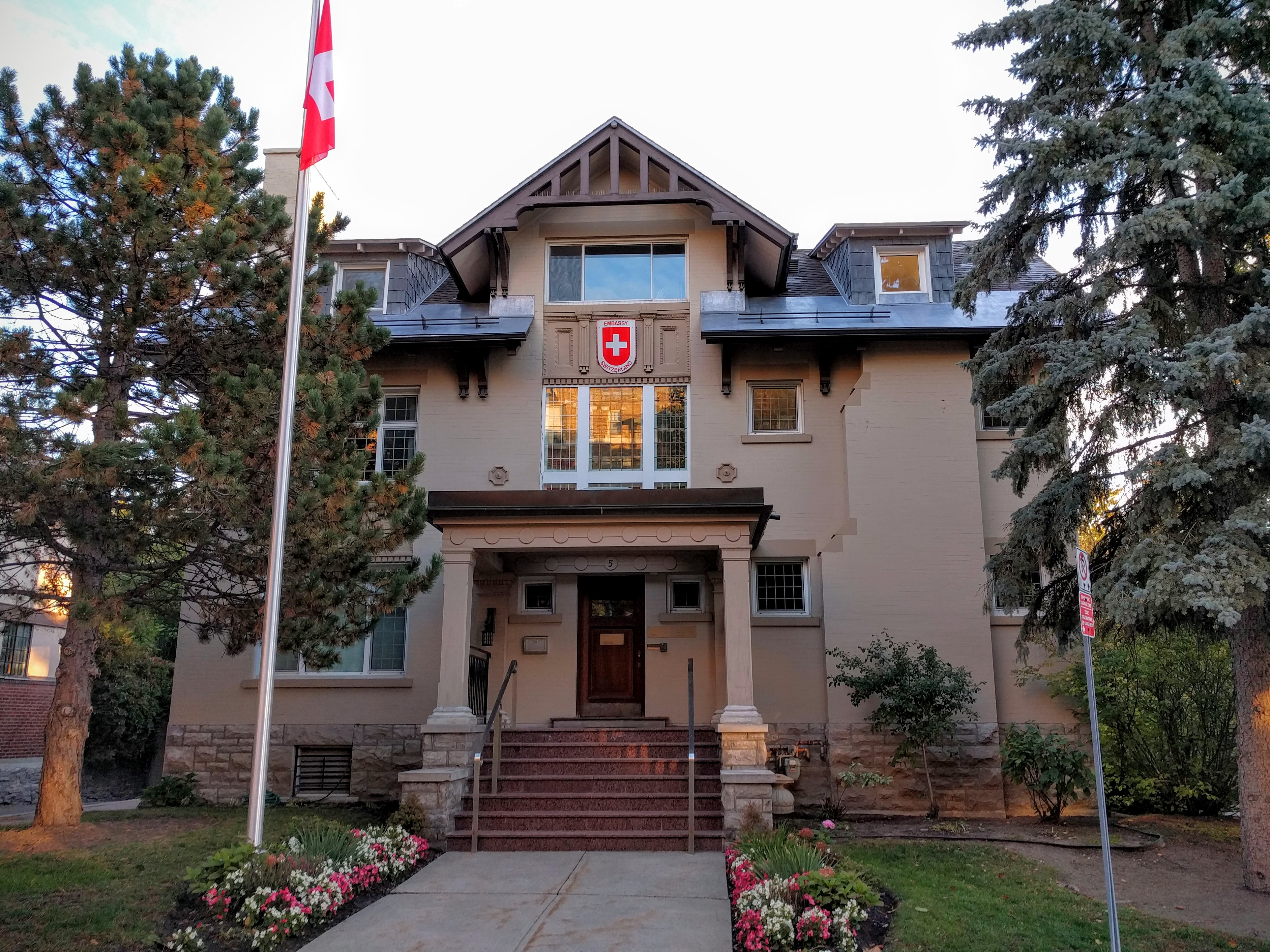
السفارة السويسرية في أوتاوا
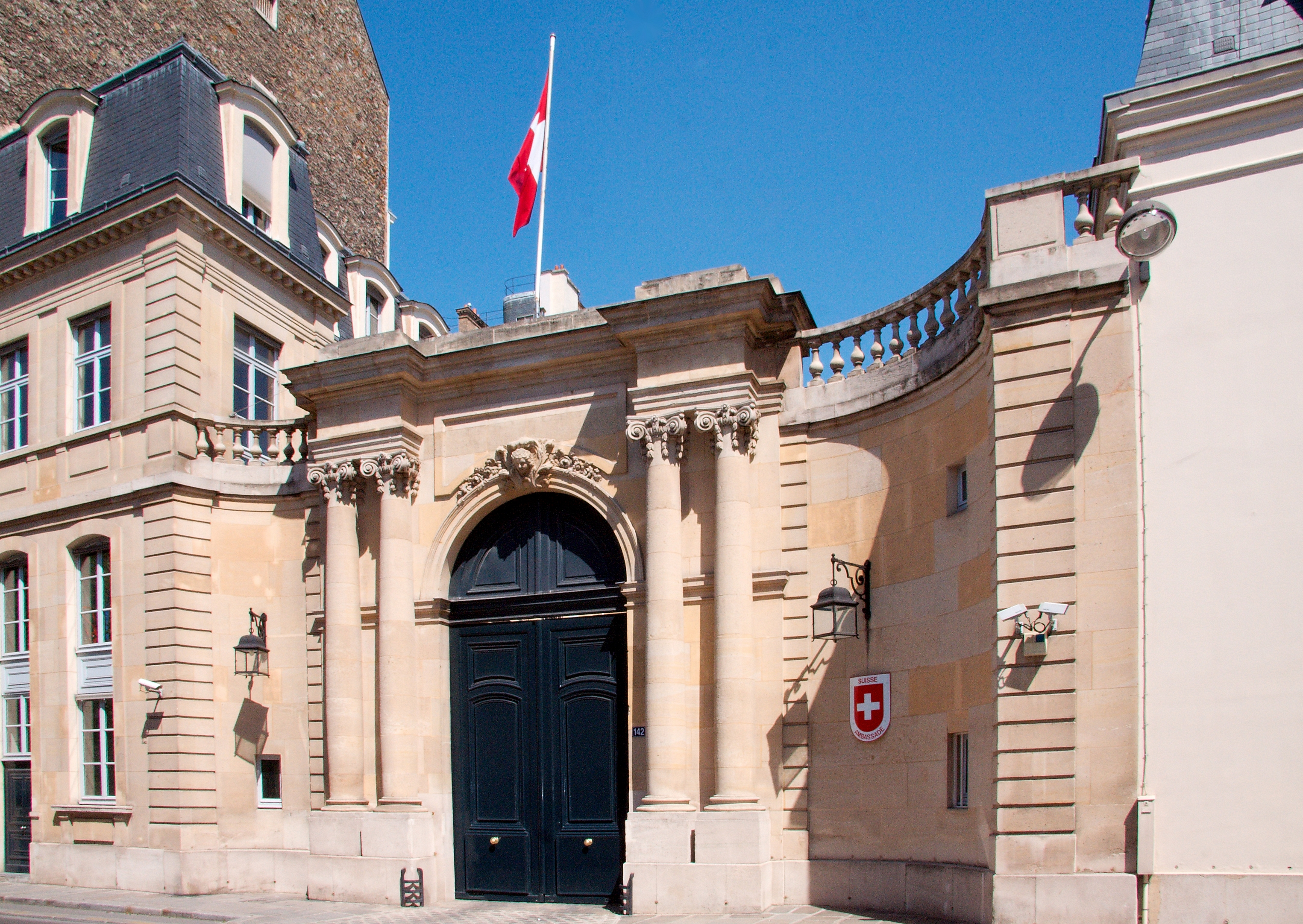
السفارة السويسرية في باريس
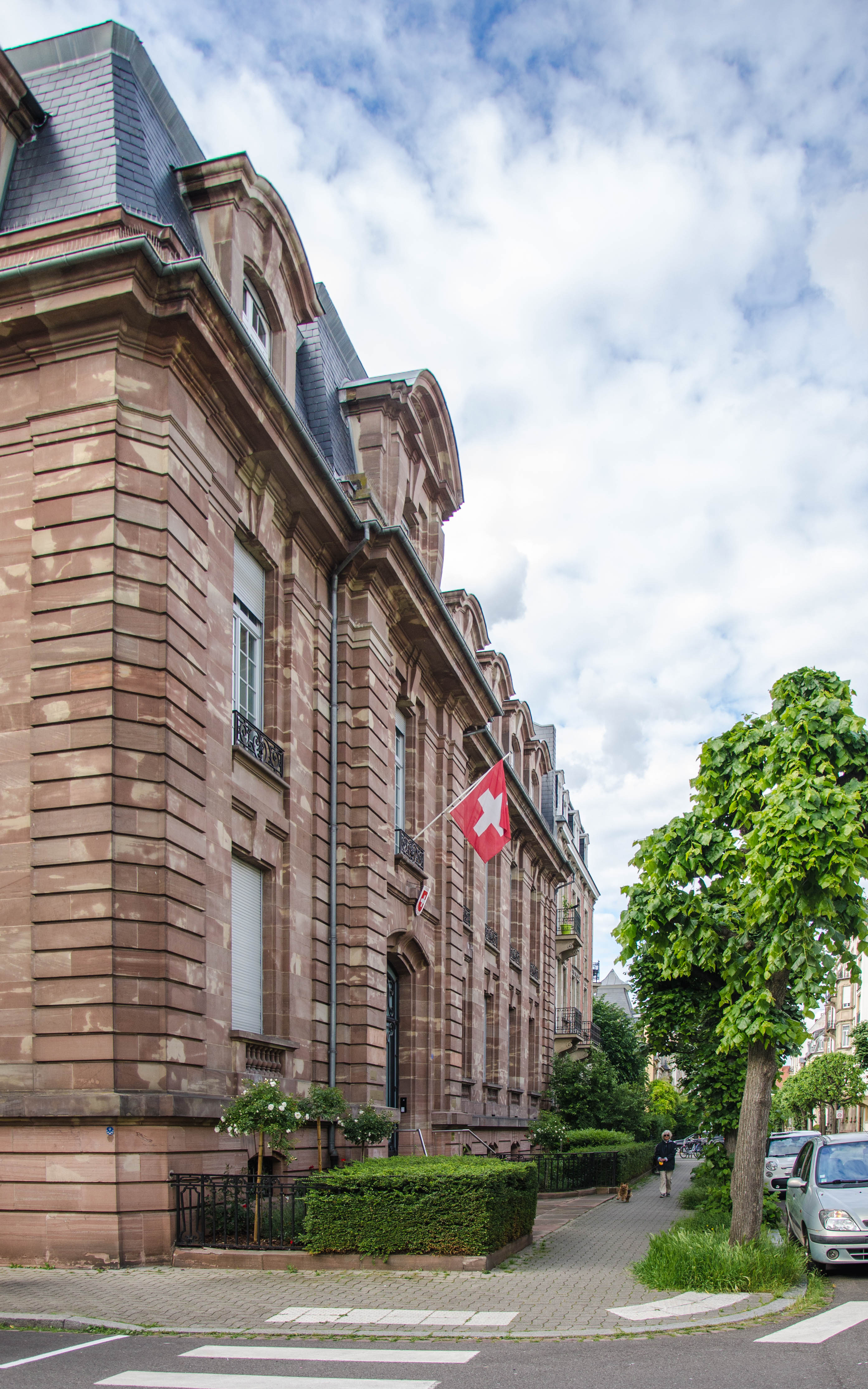
القنصلية العامة السويسرية في ستراسبورغ
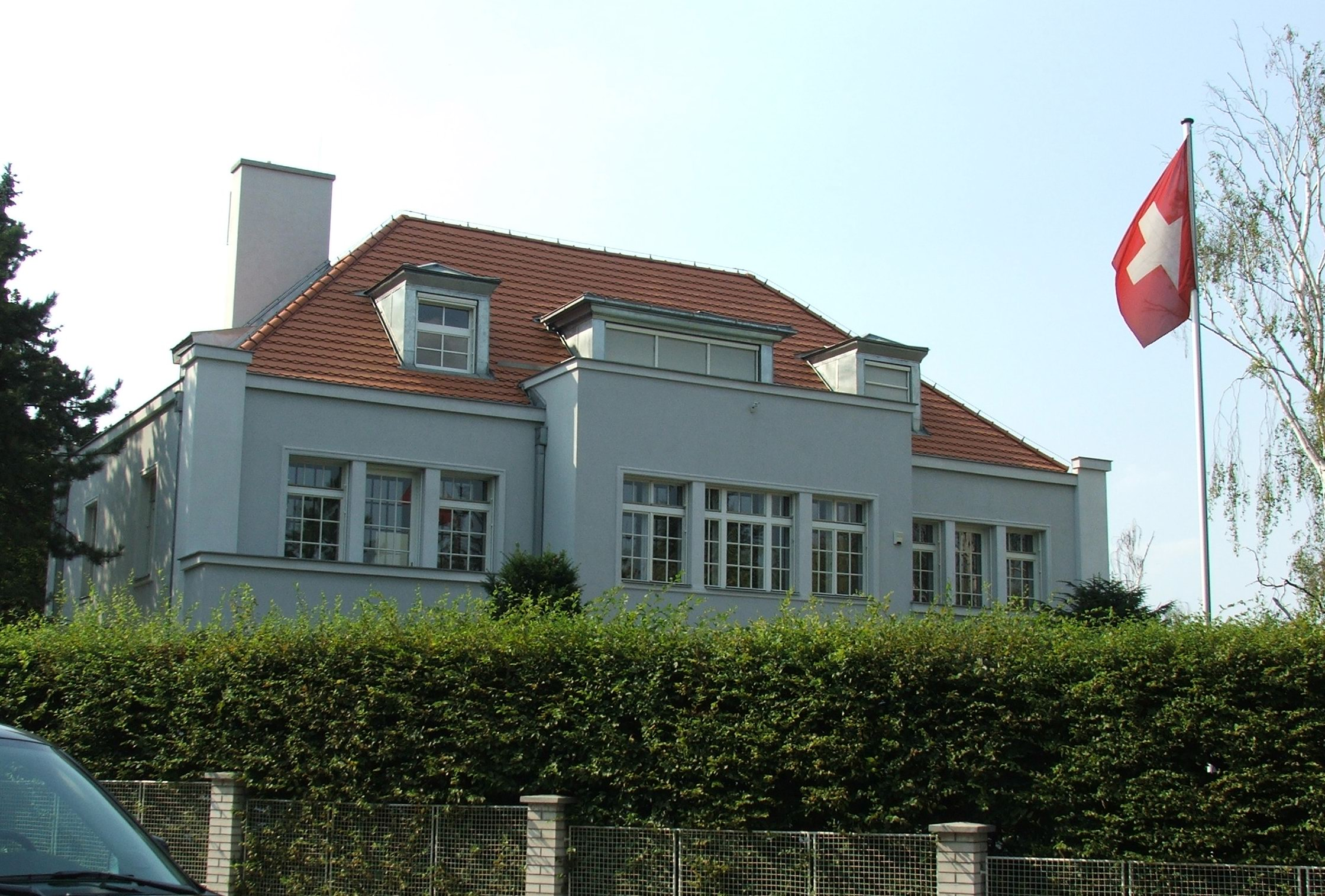
السفارة السويسرية في براغ
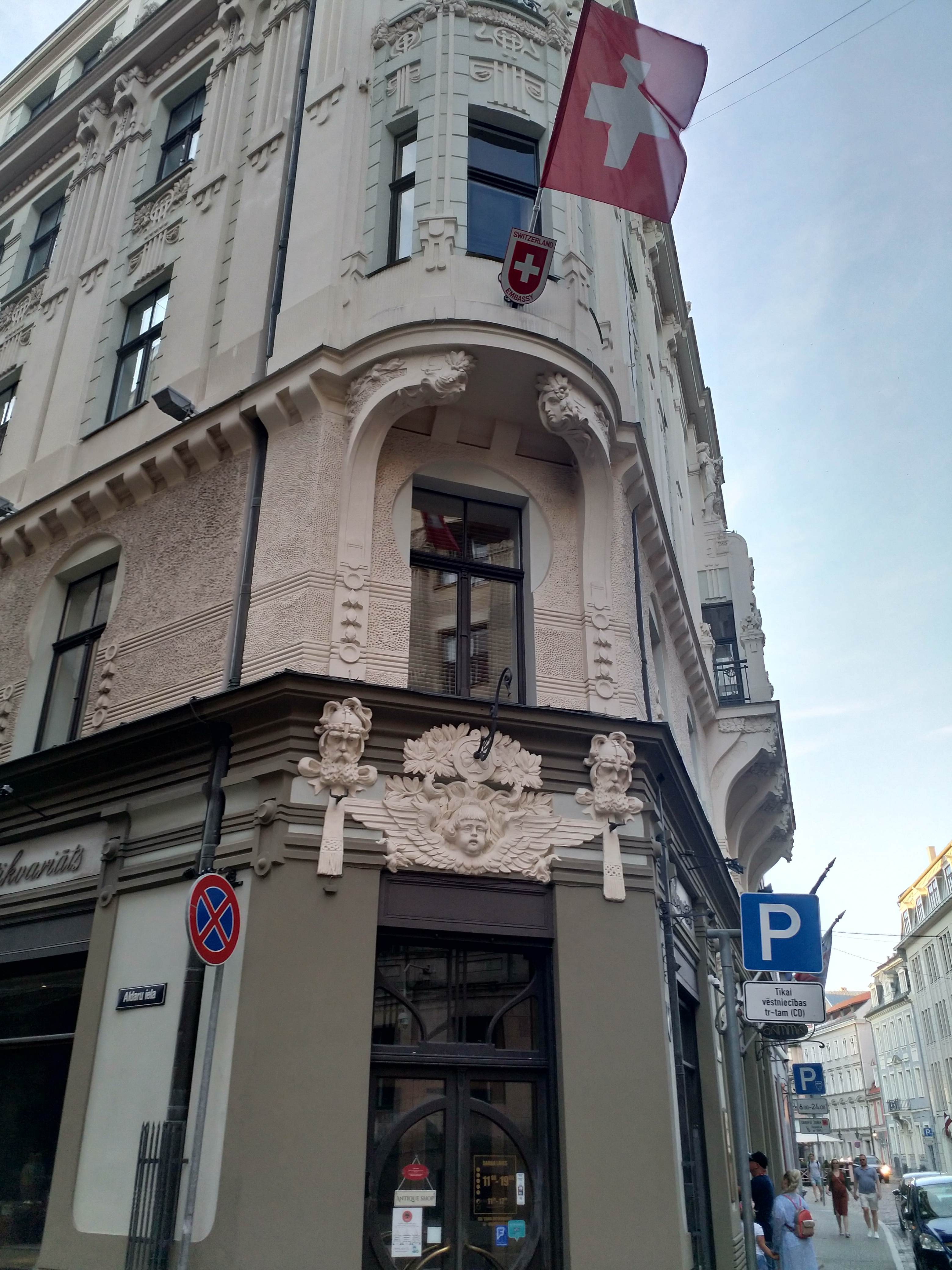
السفارة السويسرية في ريغا
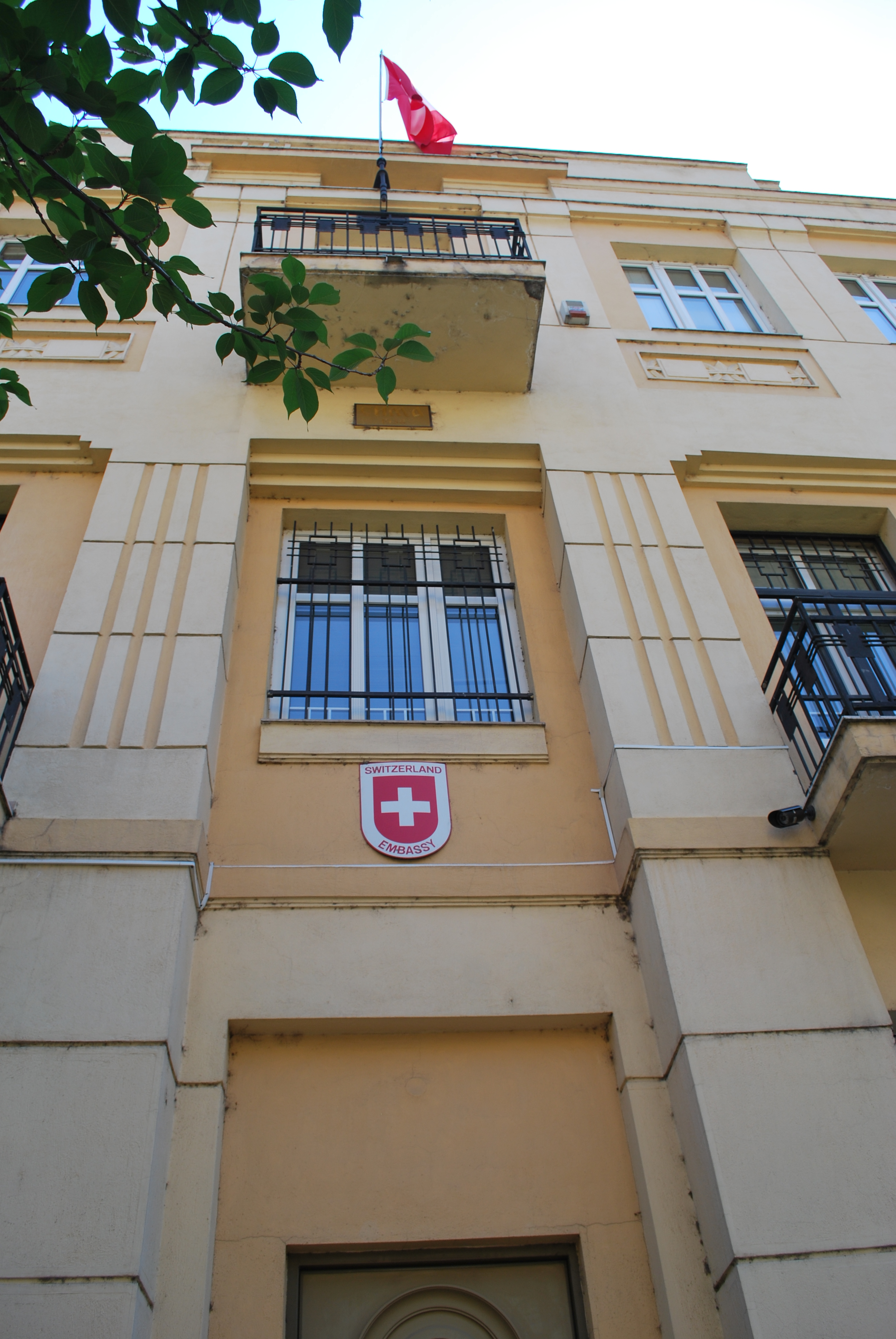
السفارة السويسرية في سكوبي
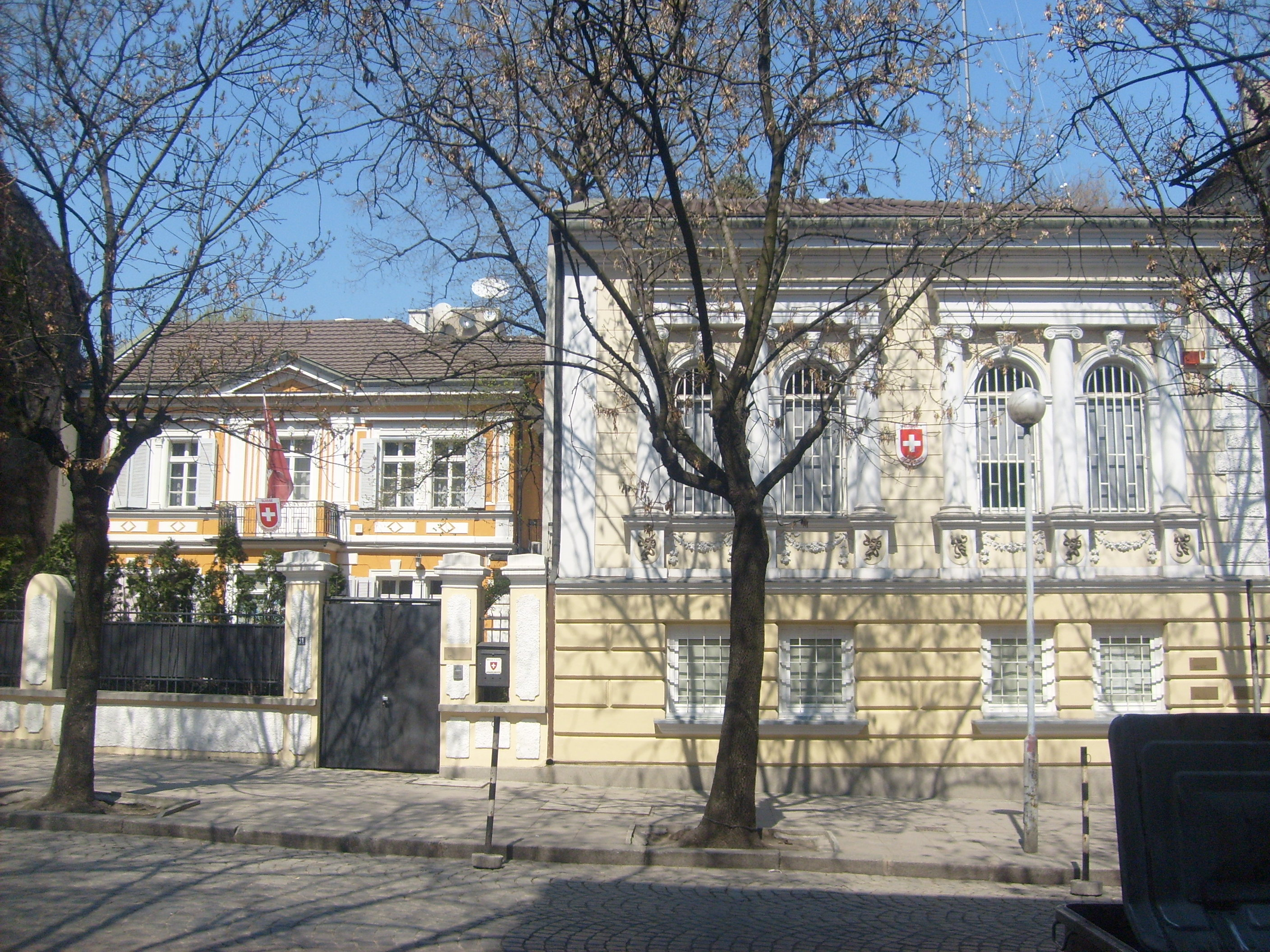
السفارة السويسرية في صوفيا
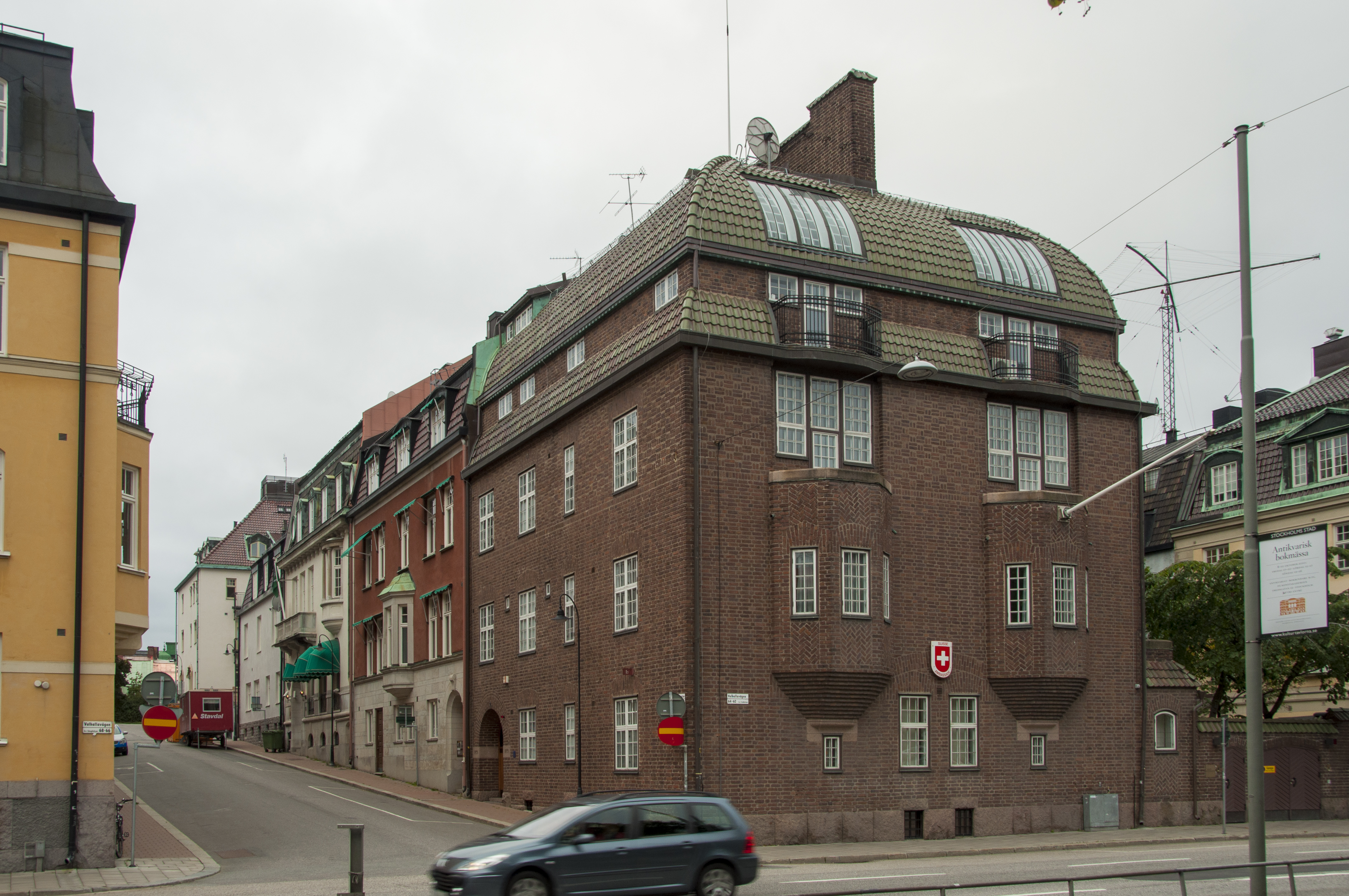
السفارة السويسرية في ستوكهولم
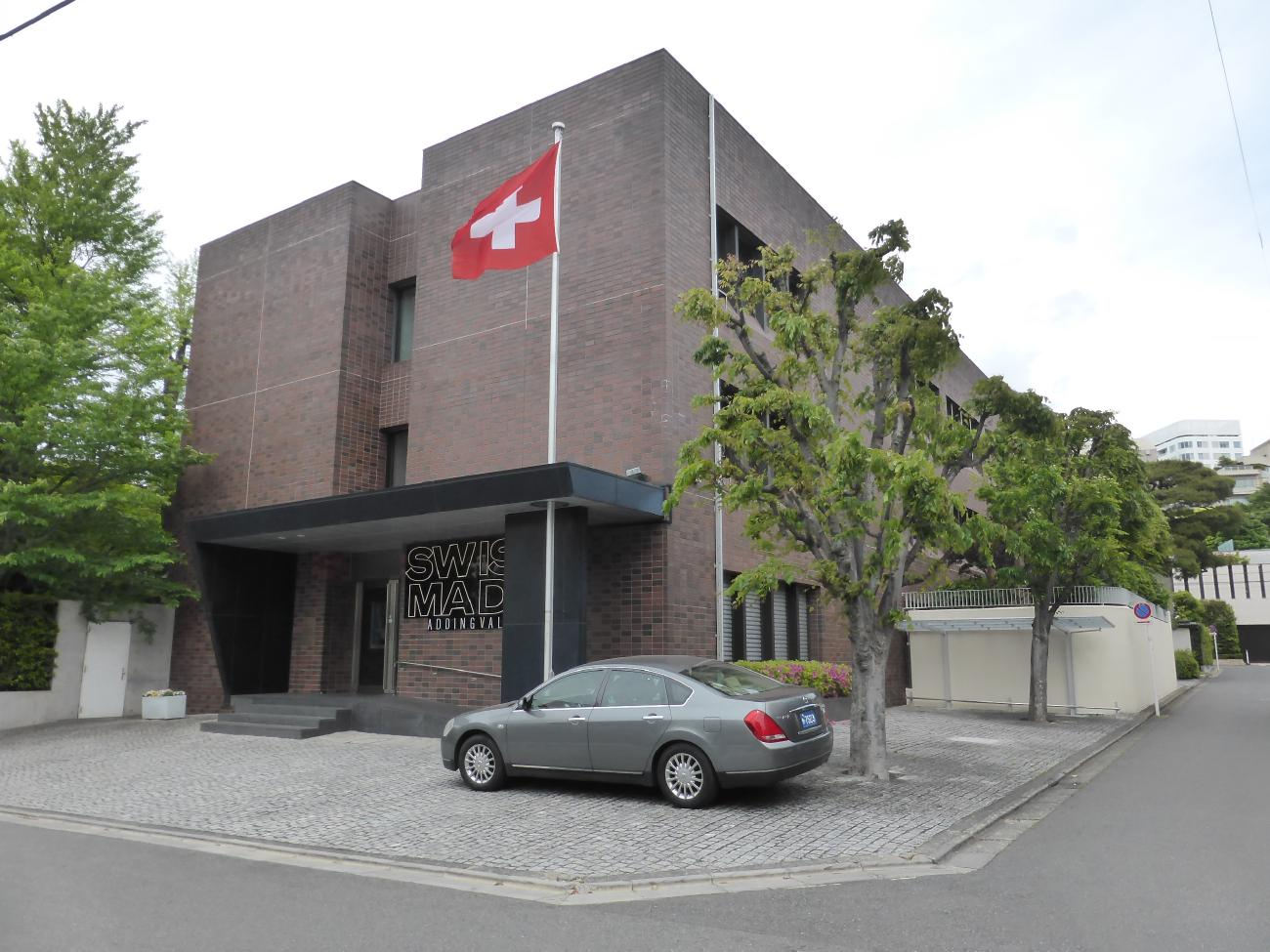
السفارة السويسرية في طوكيو
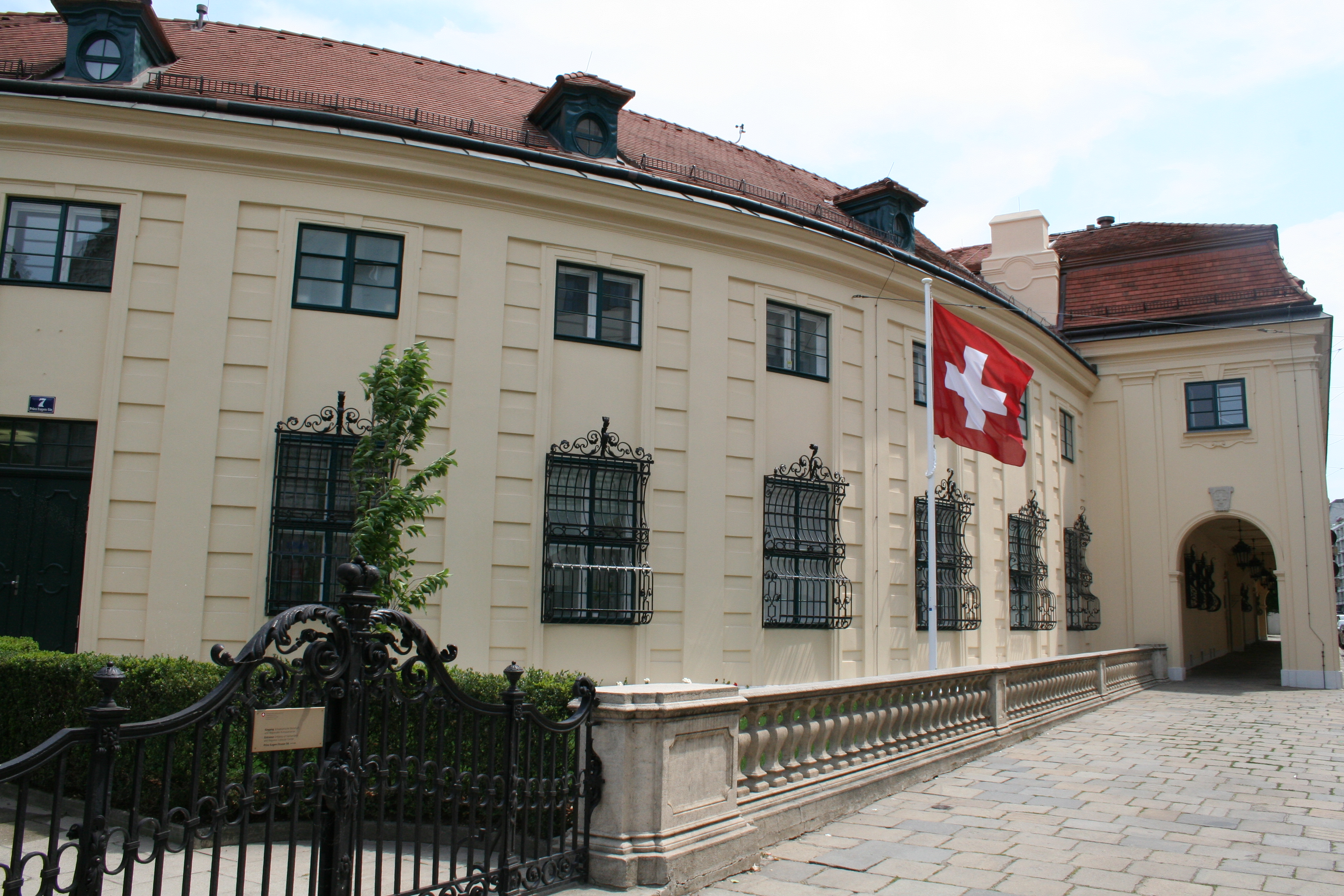
السفارة السويسرية في فيينا
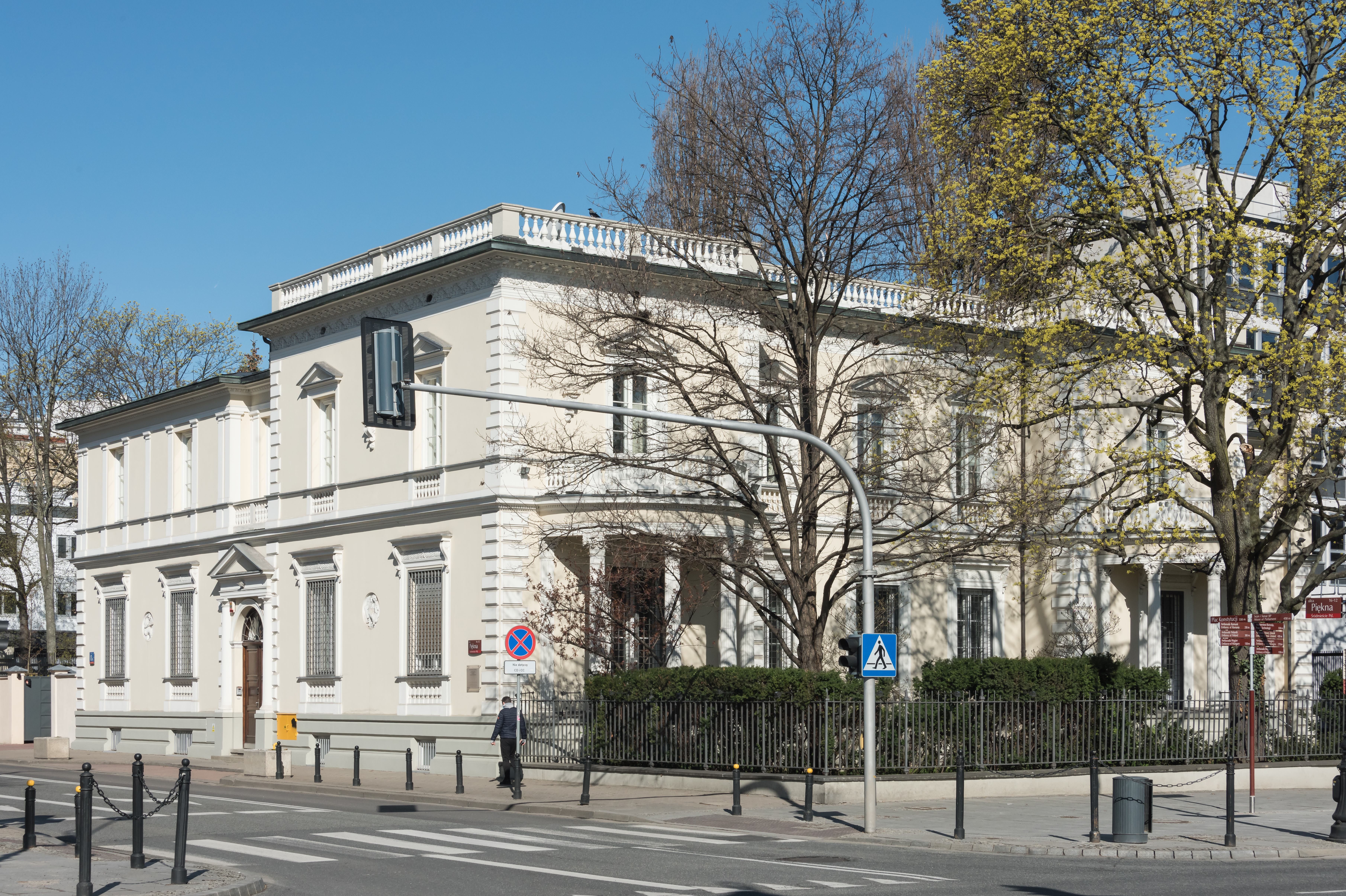
السفارة السويسرية في وارسو
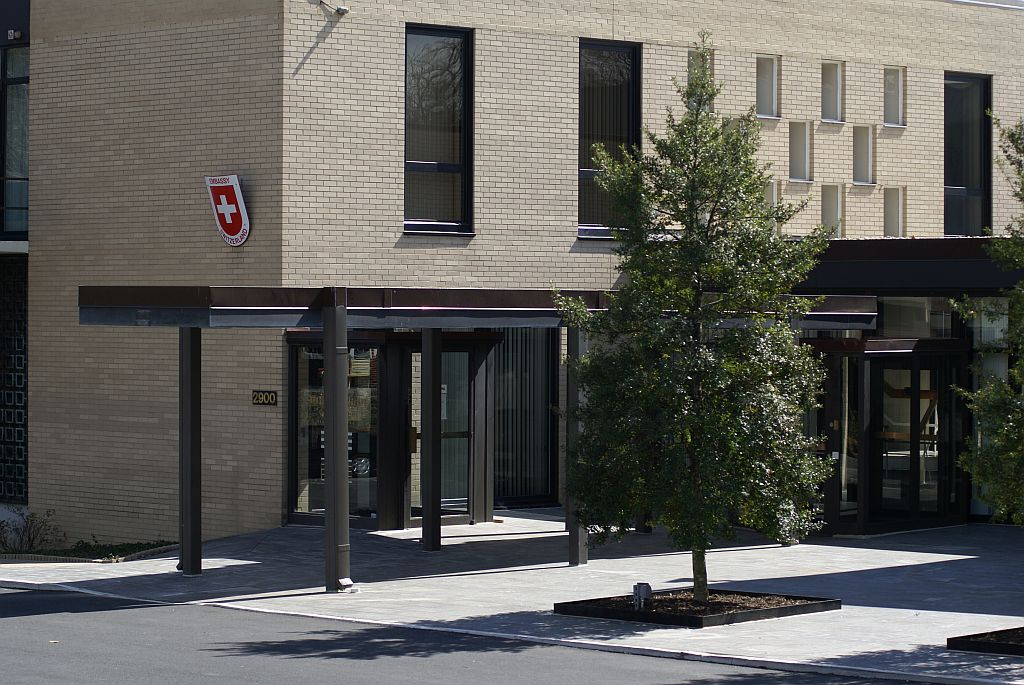
السفارة السويسرية في واشنطن العاصمة
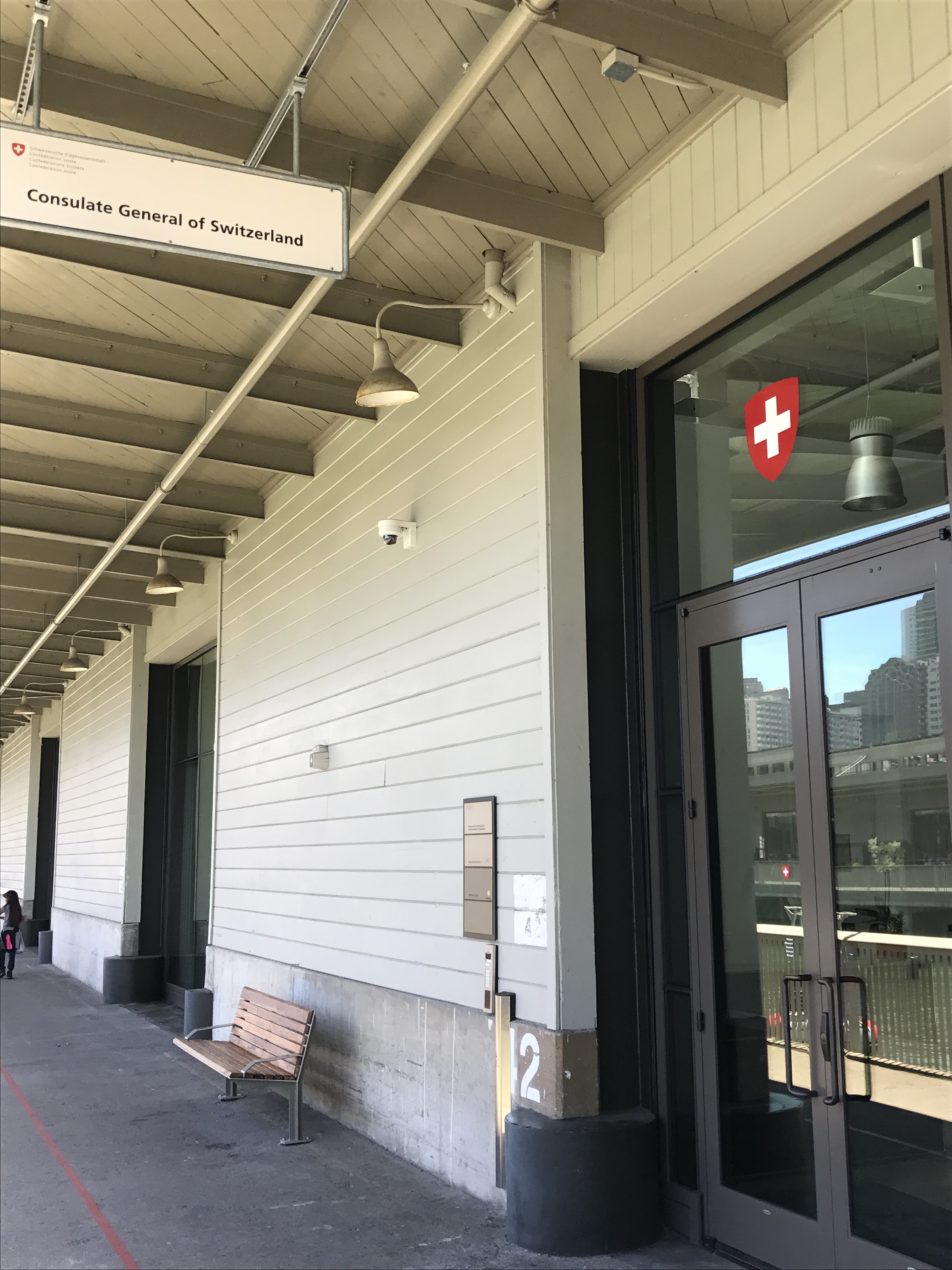
القنصلية العامة لسويسرا في سان فرانسيسكو
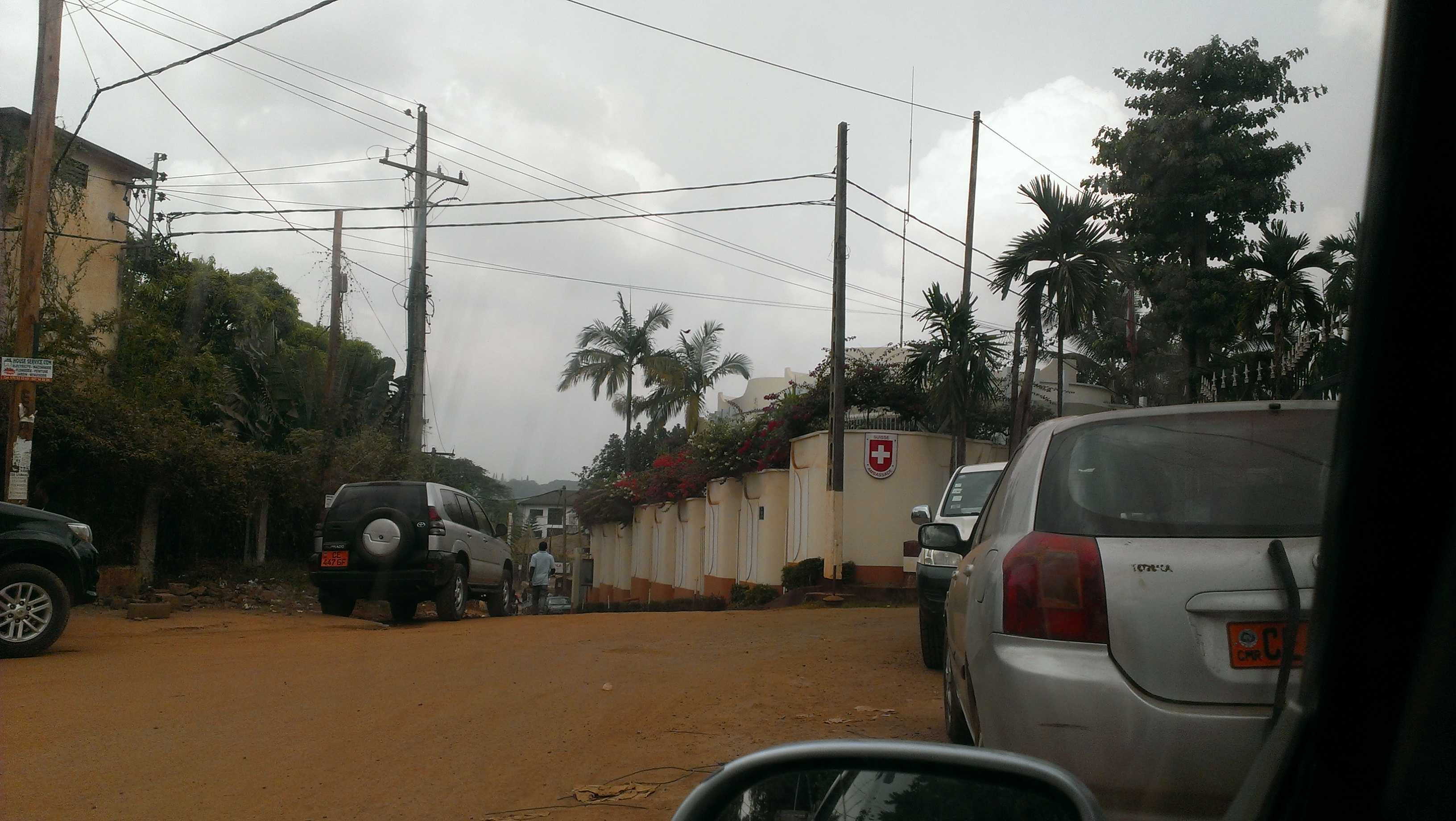
السفارة السويسرية في ياوندي
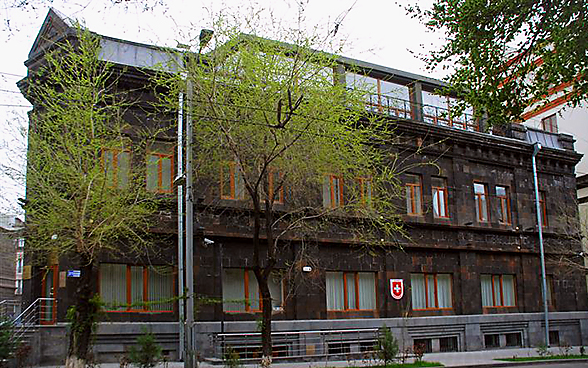
السفارة السويسرية في يريفان
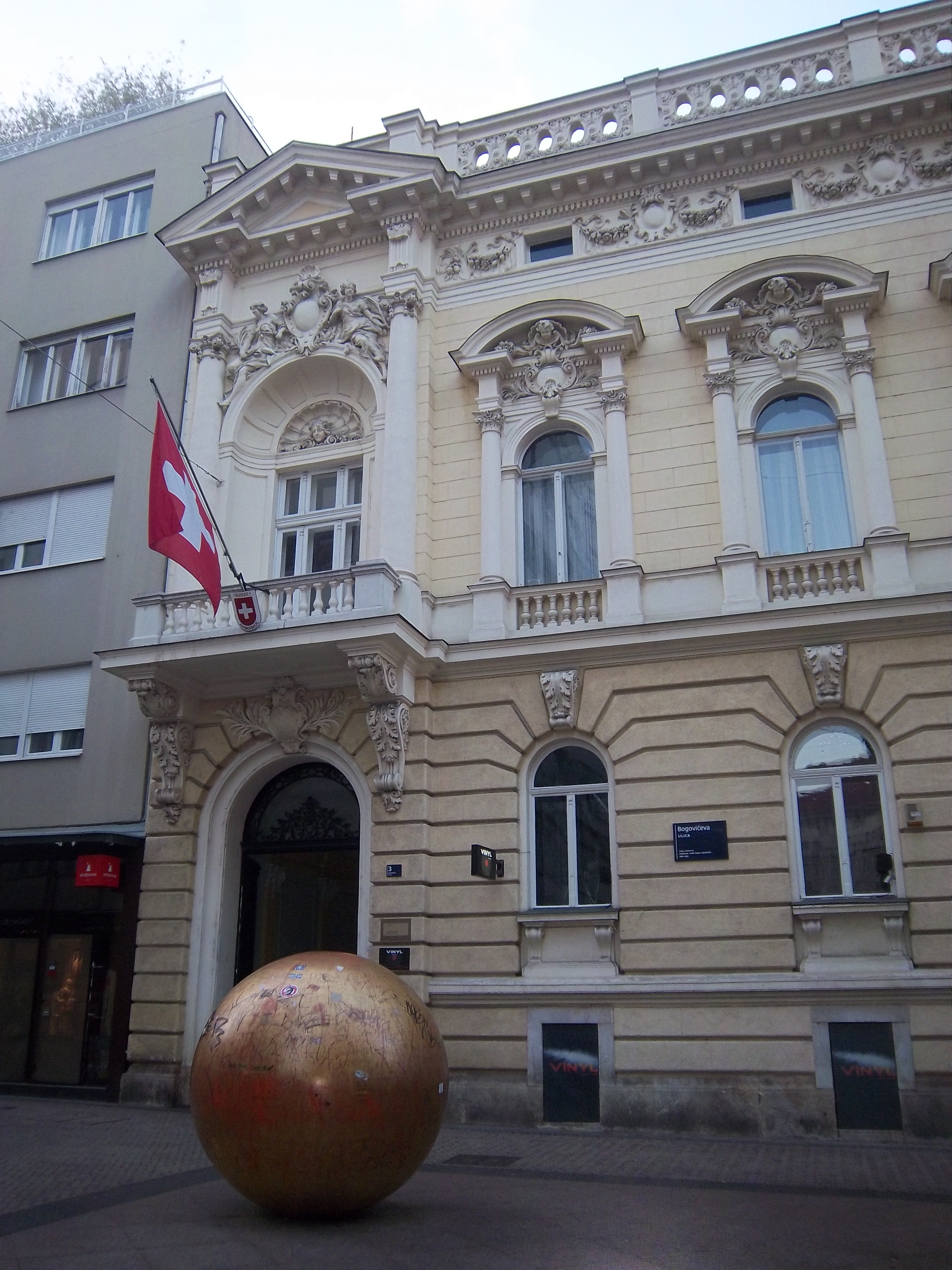
السفارة السويسرية في زغرب

## روابط خارجية
- وزارة الخارجية الاتحادية في سويسرا